# Історія Полтави
Історія Полтави — історичний розвиток міста Полтави, адміністративного центру Полтавської області України.

## Доісторичний та античний період
Освоєння земель сучасної Полтави первісною людиною припадає на кам'яну добу — пізнього палеоліту (35 — 11 тис. р. до н. е.). Саме цим часом датуються рештки виявленого 1919 року на південній окраїні Полтави, на місці колишнього Щемилівського глиняного кар'єру, короткочасного стійбища первісних мисливців пізньомадленської доби. Рештки неолітичного поселення (IV тис. до н. е.) та поселення періоду бронзи (II тис. до н. е.) були знайдені в урочищі Білій Горі, поблизу міста.
На межі енеоліту і доби ранньої бронзи (XXII—XIX ст. до н. е.) лісостепові простори Поворскля заселили індо-арійські племена ямної культурно-історичної спільноти. Саме вони були будівниками перших величних земляних гробниць на території Полтави — курганів, які насипали, відправляючи у подорож до потойбічного світу своїх співплемінників. Недовготривалі поселення та стійбища населення ямного часу знаходилися по сучасній вулиці Південній, на березі Кобищанського струмка. В межах міста знаходиться і ряд поховальних пам'яток ямної культури — група курганів на захід від села Зінці, кургани біля села Івашки. Знайдено і чимало окремих знахідок цієї доби — кам'яні свердлені сокири-молоти з мікрорайонів Алмазний, Сади та сіл Рибці, Жуки, Супрунівка.
Майже тисячолітній період бронзової доби (XIX—IX ст. до н. е.) представлений на території міста досить нерівномірно. На західній межі міста, біля села Михайлики, досліджено унікальний «довгий» курган з насипом фалічної в плані форми та похованнями культури багатоваликової кераміки (XVII ст. до н. е.) і зрубної культури (XVI ст. до н. е.). В одному з перших знайдені рідкісні намистини, виготовлені з давньоєгипетського фаянсу, що свідчить про усталеність зв'язків давнього населення доби бронзи Дніпровського Лівобережжя з центрами світової цивілізації більше 3, 5 тисячі років тому.
Найбільшим поселенням скіфської доби на території Полтави було селище VII—VI століття до нашої ери площею понад 10 гектарів, що займало значну частину Іванової гори. Збереглися й курганні некрополі населення: три кургани біля пам'ятника «Шведам від шведів» у Побиванці, десять — по вулиці Нагірній в Дальніх Яківцях, серед яких є насипи заввишки понад 3 метри, більше десятка курганів між селом Патлаївка та Верхніми Яківцями, до 20 курганів нараховувалося в 1920-х роках біля села Гора.
У 1946 році під час розкопок на території нинішнього Соборного майдану виявлено також господарські ями скіфського часу (VI—V ст. до н. е.) та рештки жител, які належали племені сіверян, і пам'ятки культури періоду Київської Русі VIII—XIII ст. н. е. Ці знахідки дали підставу археологам стверджувати, що слов'янське поселення на території міста існувало ще на зорі утворення давньоруської держави. 1905 року тут знайдено скарб срібних речей початку X століття, що складався із шийної гривни, 8 дротяних браслетів та 12 височних кілець.
Зі знахідок пізньоантичного періоду, які були виявлені на вулиці Соборності, одною з найвизначніших є пеньківський комплекс ряду прикрас мартинівського кола, характерний, зокрема, і для мазурського поозер'я Східної Пруссії.

## Перша згадка та походження назви міста
Перша літописна згадка міститься у Іпатіївському літописі:
Щодо походження назви міста Полтава існує кілька версій, кожна з котрих має своє обґрунтування та не є беззаперечною.

### Слов'янська
Перша літописна згадка у давньоруському Іпатіївському літописі згадує місто під назвою «Лтава», коли сіверський князь Ігор Святославич, розгромивши війська половецьких ханів Кобяка і Кончака і переслідуючи їх, переїхав Ворсклу поблизу Лтави. Тож переважна група вчених вважає, що назва Полтави походить від назви річечки Лтава, правої притоки Ворскли, (й згодом похідне «По-Лтава» себто По Лтаві) що текла Мазурівським яром на Поділ. Тож назві приписують слов'янське походження. Як іменник на -ава — Лтава досить поширений у балто-слов'янськоїгідронімії. Зокрема зі схожим гідронімом Летава окремі дослідники пов'язують назву Литви.

### Булгарська
Назва Полтава може бути українізованою формою давньобулгарської назви Балтавар[неавторитетне джерело]. В часи існування на українських землях багатоплемінного державно-політичного об'єднання під назвою Велика Булгарія, на місці Полтави уже було поселення в VII столітті. Найбільшого розквіту Велика Булгарія набула за хана Кубрата. Кубрат переніс столицю із Приазов'я у Подніпров'я[неавторитетне джерело], а місцем відпочинку після боїв стала його резиденція, яка знаходилась у поселенні Балтавар на території сучасної Полтави. Назва «Балтавар» у перекладі з давньобулгарської мови тюрків означає «володар».

### Інші
Полтавський історик Лев Падалка спершу висував теорію походження сучасної назви міста від слів «плот», «плести», «плетінь», що означало укріплення, обплетене тином, але пізніше дійшов до висновку, що його теорія хибна[неавторитетне джерело].
Сучасна назва міста зафіксована в часи Великого князівства Литовського. Як свідчать сумнівної достовірності записи родоводу Глинських, у 1430 році великий князь литовський Вітовт нібито подарував Полтаву, Глинськ та Глиницю (Опішню) своєму васалові — татарському мурзі Лександі Мансурксановичу.

## Середньовіччя

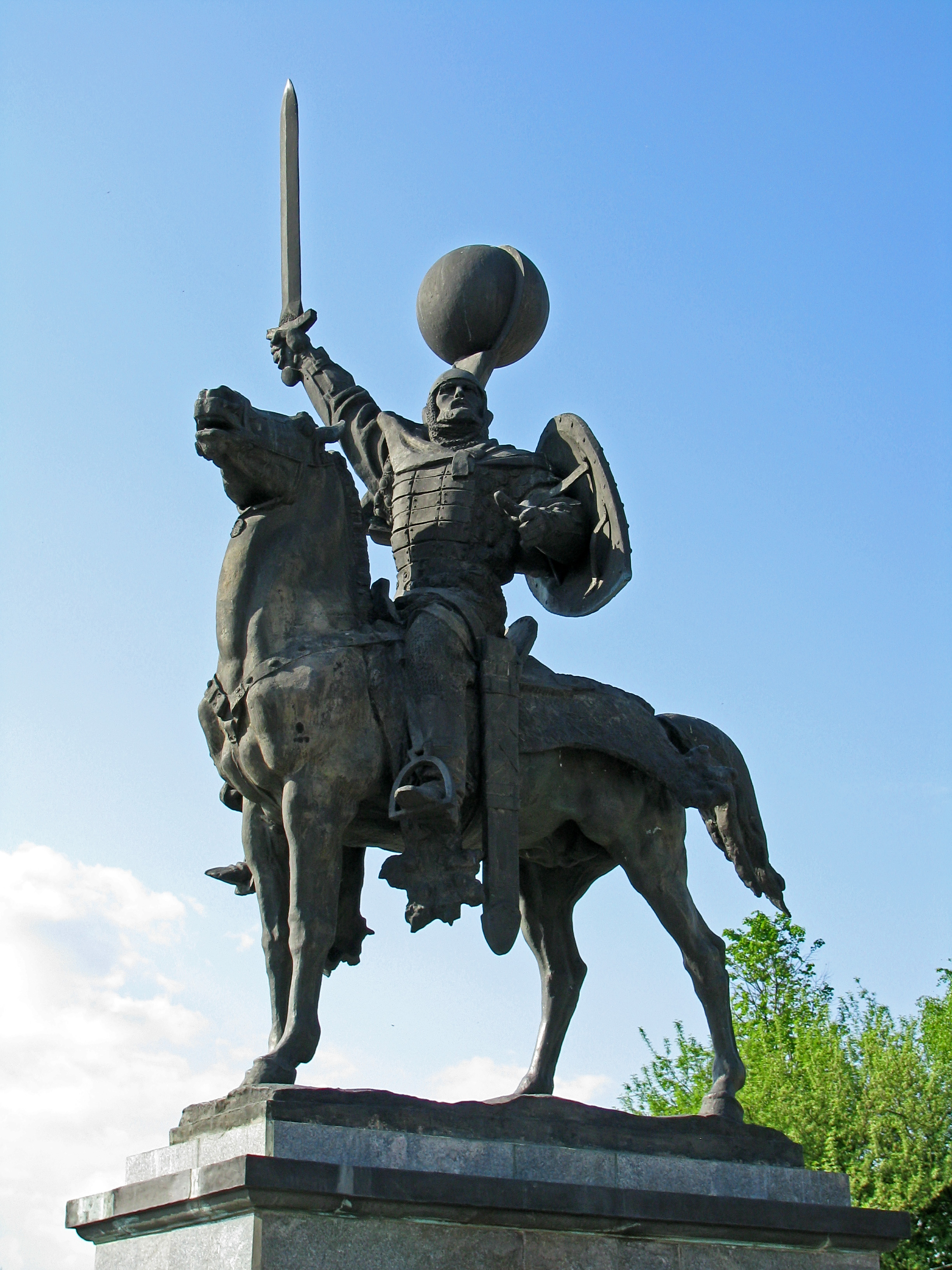
Пам'ятник князю Ігорю, Новгород-Сіверський

Засноване слов'янами-сіверянами у IX ст. укріплене першопоселення на Івановій горі поклало початок розвитку давньоруського граду Х-ХІІІ ст., поселенням XIV, XV віків. Розкопки, проведені в історичному центрі Полтави вченими Обласного центру археології управління культури Полтавської облдержадміністрації (Соборний майдан, вул. Спаська, Першотравневий проспект), виявили ділянки міської забудови, вулиці, житло, господарські і виробничі приміщення давніх полтавців. Ці наукові свідчення стали фундаментом офіційного визнання 1100-літнього віку Полтави у 1999 році. Тож нині офіційним часом заснування Полтави вважають 899 рік.

Починаючи з XII століття переяславські князі Русі створюють систему глибоко ешелонованої оборони супроти половців, включаючи до неї й простори межиріччя Псла і Ворскли, на південь від добре обжитого Посулля  — посульську оборонну лінію. Одним з крайніх авангардних південних рубежів Переяславської землі стає річка Ворскла, вздовж якої будуються городища і ділянки «змійових валів» — ескарпів оборонної лінії. У Нижньому Поворсклі ключові позиції починає відігравати Лтава, вали якої поновлюються, а посад заселяється вихідцями з Правобережжя і Посулля. Вигідне стратегічне й торгово-економічне розташування поселення на межі зі степом, на перехресті торованих шляхів від Половецької землі до столиці Переяславського князівства і головних центрів Посульської волості, від Переволочинської переправи через Дніпро до Верхнього Поворскля, наявність твердого броду і значної ширини заболоченої заплави ріки виводять невелике укріплення в ряд значних форпостів півдня Переяславської землі.
Наявні археологічні свідчення погрому поселення дружиною Бориса Володимировича на початку XI ст. Перша письмова згадка про літописну Лтаву знайдена на сторінках Іпатіївського літопису 1174 року: «на Петров день» (12 липня), Ігор Святославич, переслідуючи орди половецьких ханів Кобяка і Кончака, «переїхав Въросколь оу Лтави» і рушив у напрямку Переяслава, де дружина Ігоря завдала поразки половцям. Саме від цієї дати було прийнято розпочинати відлік «віку» Полтави до 1999 року. 1974 року вперше урочисто було відзначено 800-річчя Полтаві. Але місто виникло значно раніше за час згадки про нього у літопису. Пізніші археологічні дослідження простежили безперервне проживання людей у Полтаві аж до рубежу VIII—IX ст.
Монголо-татарська навала 1240 р. не завдала шкоди Полтаві, жодних тогочасних руйнувань не виявлено. Життя на території городища продовжувалося й у XIII—XIV століттях, що підтверджується численними знахідками кружальної кераміки вказаного часу, бронзовим та шиферним натільними хрестиками, виявленими при розкопках на Соборному майдані. Імовірно, що в цей час площа посаду Лтави значно скоротилася і поселення існувало тільки на Івановій горі. Як вважається полтавське поселення було знищене 1399 року татарами, відколи у пониззі Ворскли відбулася битва військ Вітовта із золотоординцями Тімур-Кутлука, припинивши життєдіяльність городища на два століття.
У першій половині XV століття поселення вже згадується під нинішньою своєю назвою — Полтава. В цей час Полтава перебувала під владою литовського князя Вітовта, який у першій чверті XV століття утвердився на середньому Подніпров'ї. 1430 року Вітовт передав її Олександру Глинському. 1482 року татари під проводом Менглі-Гірея спустошили значну частину Подніпров'я. Особливо потерпіла нинішня Полтавщина. Багато населених пунктів було зовсім зруйновано. В документах того часу вони називаються вже не містами й селами, а городищами, селищами й «пустими землями». Відновлювані поселення знову руйнувалися татарами. Така ж доля спіткала і Полтаву."

## Полтава у складі Великого Князівства Литовського і Речі Посполитої

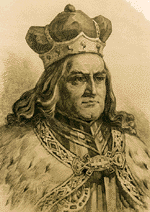
Вітовт.

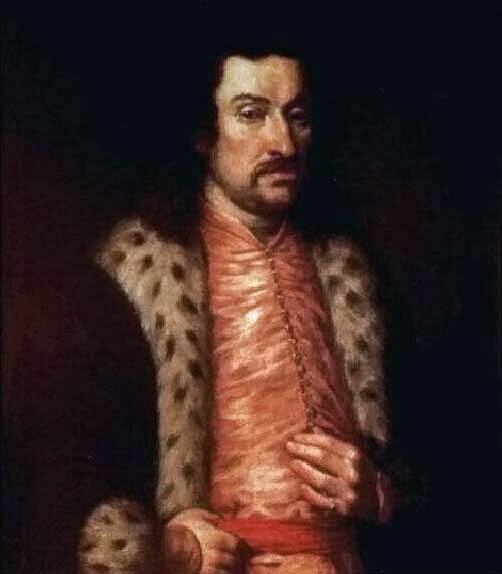
Ярема Вишневецький.

У середині XIV ст. Великий князь литовський Ольгерд приєднує до свого князівства на васальних правах Київське князівство, до складу якого входила Полтавщина.
Згідно складеного у XVI ст. родоводу Глинських, який не вважається достовірним, у 1430 році згадується Полтава, яка перебувала під владою литовського князя Вітовта який нібито передав її татарському князю Олександру Глинському.
У 1482 на Полтаву напав хан Криму Менглі Гірей. Серед численних набігів татар цей був одним із найспустошливих. Багато населених пунктів було зовсім зруйновано. В документах того часу вони називаються вже не містами й селами, а городищами, селищами й «пустими землями». Відновлювані поселення знову руйнувалися татарами. Така ж доля спіткала і Полтаву. З 1503-го Полтава належала маршалкові князю Михайлу Глинському. У 1508 року вона була в нього відібрана польським королем Сигізмундом I за участь в антипольському повстанні. Однак пізніше все ж таки була повернута родині Глинських. Першим, відомим згідно збережених документів, козаком містечка був Григір Масло. У 1537 господарем Полтави стає зять Глинських — Байбуза.
До 1569 р. ці землі перебувалаи у складі Великого князівства Литовського, з 1569 р. в складі Речі Посполитої.
У 1630 Полтава як «пуста слобода» віддана на врядування королівському секретарю Бартоломію Обалковському. 28 лютого 1637-го, опісля смерті воєводи брацлавського Лукаша Жолкевського, його статки в Україні разом з містечком відійшли Станіславу Конєцпольському, який значно зміцнив оборону міста, розширивши та укріпивши існуючу фортецю. На той час поштовхом до заселення Полтави був факт її входження до промислового басейну з видобування селітри.
У другій половині XVI ст., на Полтавщині значилося близько 300 поселень, серед яких були міста, слободи, села: ці місця масово заселялися. У XVI—XVII полтавські землі перейшли під володіння польських магнатів.
У 1641 році, в історичному документі Полтава була названа містом і згадуються передмістя, де оселялися заїжджі купці, ремісники, дрібна шляхта. 1646 року Полтаву, опісля смерті Конецпольського, захопили загони Яреми Вишневецького. На той момент, за офіційними документом у місті нараховувалося 812 господарств. Населення постійно збільшувалося за рахунок втікачів з Чернігівщини та Київщини, що було однією з причин сварок Вишневецьких з Мартином Калиновським.

## Полтава у складі Гетьманщини
У 1-й половині XVII століття на Ворсклі, в околиці Полтави, закладаються «буди» — підприємства для виробництва поташу й селітри, підпорядковані королівським комісарам. У деяких документах того часу Полтава називається «селітряною державою». Ремісники, які виробляли одні й ті ж вироби, або торгівці, що торгували одними і тими ж товарами, оселялися групами на певних вулицях, які через це звалися Гончарними, Ковальськими, Чоботарськими і т. ін. Багато жителів міста займалися також землеробством і скотарством. Значні площі міської землі були зайняті під пасовищами, вигонами, левадами.
За своїм соціальним складом населення міста поділялось на кілька груп. Основну масу міського населення становили ремісники і торгові люди. Найнижчою верствою була міська біднота, найбезправніша і найнезабезпеченіша частина населення. Це були зубожілі ремісники, учні, робочий люд, зайнятий на різних промислах, що належали місту. Більшість їх не мала навіть права міського громадянства. В усіх антифеодальних повстаннях міська біднота активно виступала разом з селянством.
Міська знать складалася з купців, лихварів, окремих майстрів, багатих орендарів, власників міських фільварків, хуторів і промислів. Багаті жителі міста захоплювали всі найважливіші міські посади і жорстоко експлуатували бідноту.
Хоч Полтаві ще в XVII столітті було надано магдебурзьке право, її населення мало виконувати різні повинності на користь феодалів — власників міста. В міському магістраті порядкували багаті купці та лихварі. Найбільших утисків трудівники міста зазнавали з боку польсько-литовських феодалів. Тому вже з самого початку визвольної війни українського народу проти польської шляхти в козацьких військах було багато жителів міста. Поряд з біднотою виступали ремісники, а нерідко — і заможні верстви.
Полтава була однією із значних резервних баз війська Богдана Хмельницького. Вона відіграла велику роль у постачанні повстанцям зброї, пороху та продовольства.
У 1648 Полтава стала військово-адміністративним центром Полтавського полку в складі Гетьманської України (з 1648 по 1775 роки). Першим полтавським полковником був Мартин Пушкар. Під проводом М. Пушкаря Полтавський полк брав участь у битві під Зборовом у 1649 році та в інших бойових операціях проти польської шляхти. Багато зробив М. Пушкар для успішного проведення Переяславської Ради.
У 1650 році на честь звільнення краю від магнатів і шляхти, з дозволу київського митрополита Сильвестра було засновано Хрестовоздвиженський монастир.
У січні 1654 року на Переяславській раді посланці Полтави присягають на вірність Московському царству. На початку лютого для приведення полтавчан до присяги у місто прибуває стольник А. І. Спасителев, надісланий В. В. Бутурліним, який очолював московське посольство на раді. Загалом присягнуло 1335 осіб — козаків, міщан, кравців і шевських майстрів.
У 1658 році Полтава стала центром повстання проти Івана Виговського. Літописець С. Величко зазначав, що полтавський полковник М. Пушкар «зібрав собі з винників, броварників, пастухів і наймитів людських полк піхотний і назвав його дейнеками». В січні 1658 року повстанці розбили під Диканькою великий загін Виговського. Той вдався по допомогу до кримського хана і в травні 1658 року вирушив на Полтаву, де були зосереджені основні сили повстанців. Бойові дії тривали з 18 травня по 1 червня. Спершу успіх мали повстанці. Тоді Виговський попросив підтримки у татар, які були залишені ним за дві милі від Полтави. Сталася ще одна запекла битва, сили були дуже нерівні, і повстанці зазнали поразки. В бою загинув і сам М. Пушкар. Після цього Виговський зайняв Полтаву. Протягом трьох днів татари руйнували і грабували місто, по-звірячому вбивали та забирали в неволю людей.
У 1660—1680 рр. серед козацької старшини Лівобережної України точилася гостра боротьба за гетьманську владу, і Полтаву не раз руйнували татари. Нападали татари на Полтаву і під час війни Росії з Туреччиною в 1680—1690 рр. Востаннє вони зруйнували місто в 1695 році, коли на Полтаву вчиняють набіг кримські татари, на чолі яких стояв гетьман Ханської України Петро Іваненко. Татари грабують околиці та спустошують Хрестовоздвиженський монастир.
З часом навколо Полтави були споруджені нові укріплення: місто було обнесене ровом і оточене валом. По периметру був зведений дубовий частокіл з п'ятьма вежами, десятьма бастіонами і 28 гарматами. На початку XIX століття, коли місто почали реконструювати, всі укріплення знесли.
У боротьбі українського народу проти татарської та турецької агресії козаки Полтавського полку брали найактивнішу участь. Особливо відзначилися вони в азовсько-дніпровських походах у 1695—1696 рр. Про ці події нагадує дзвін «Казикермен», вилитий з гармат, захоплених при взятті фортеці Казикермен. Цей дзвін нині експонується у Полтавському краєзнавчому музеї.

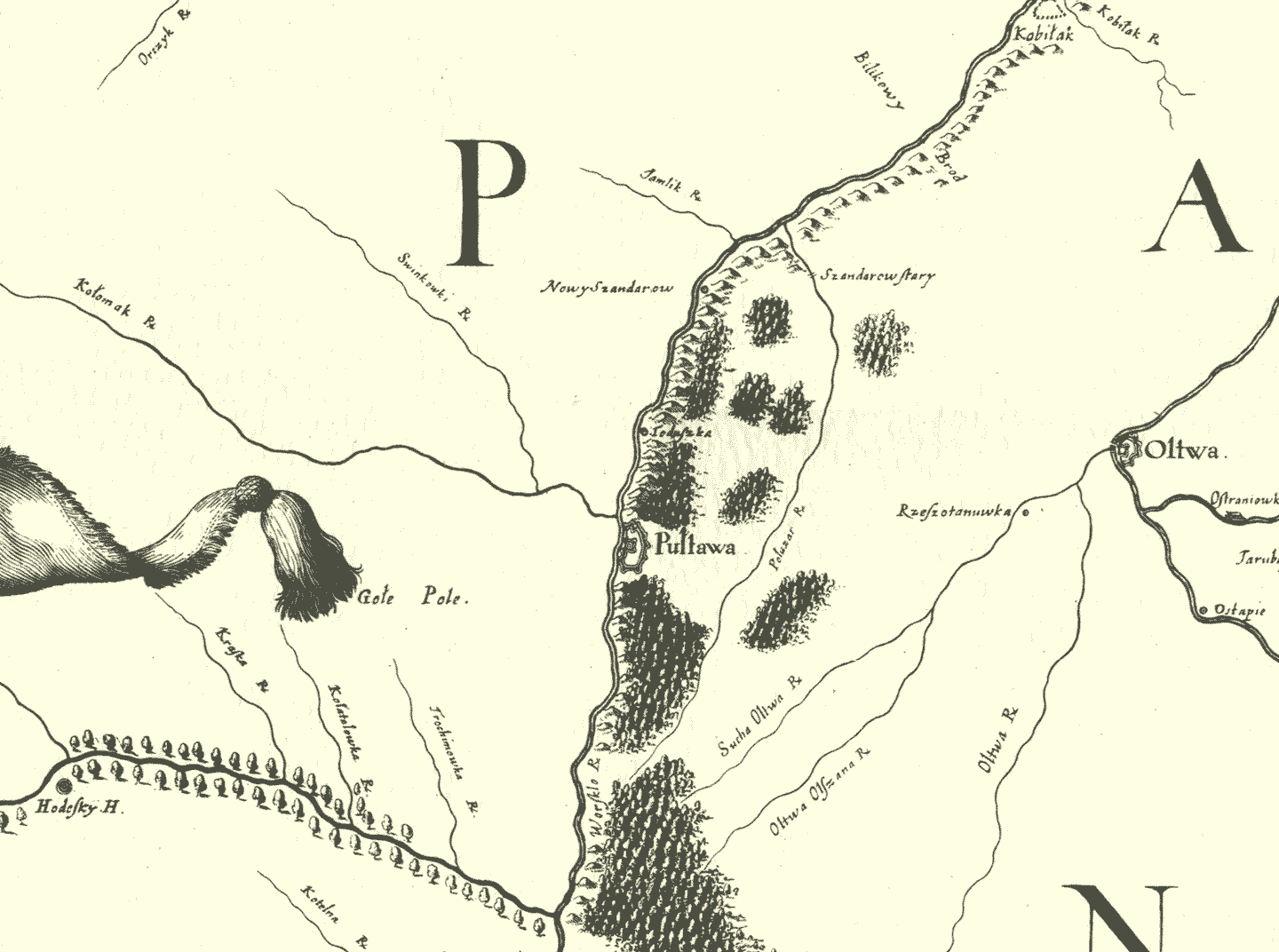
Полтавська фортеця на карті Гійома де Боплана (1650).
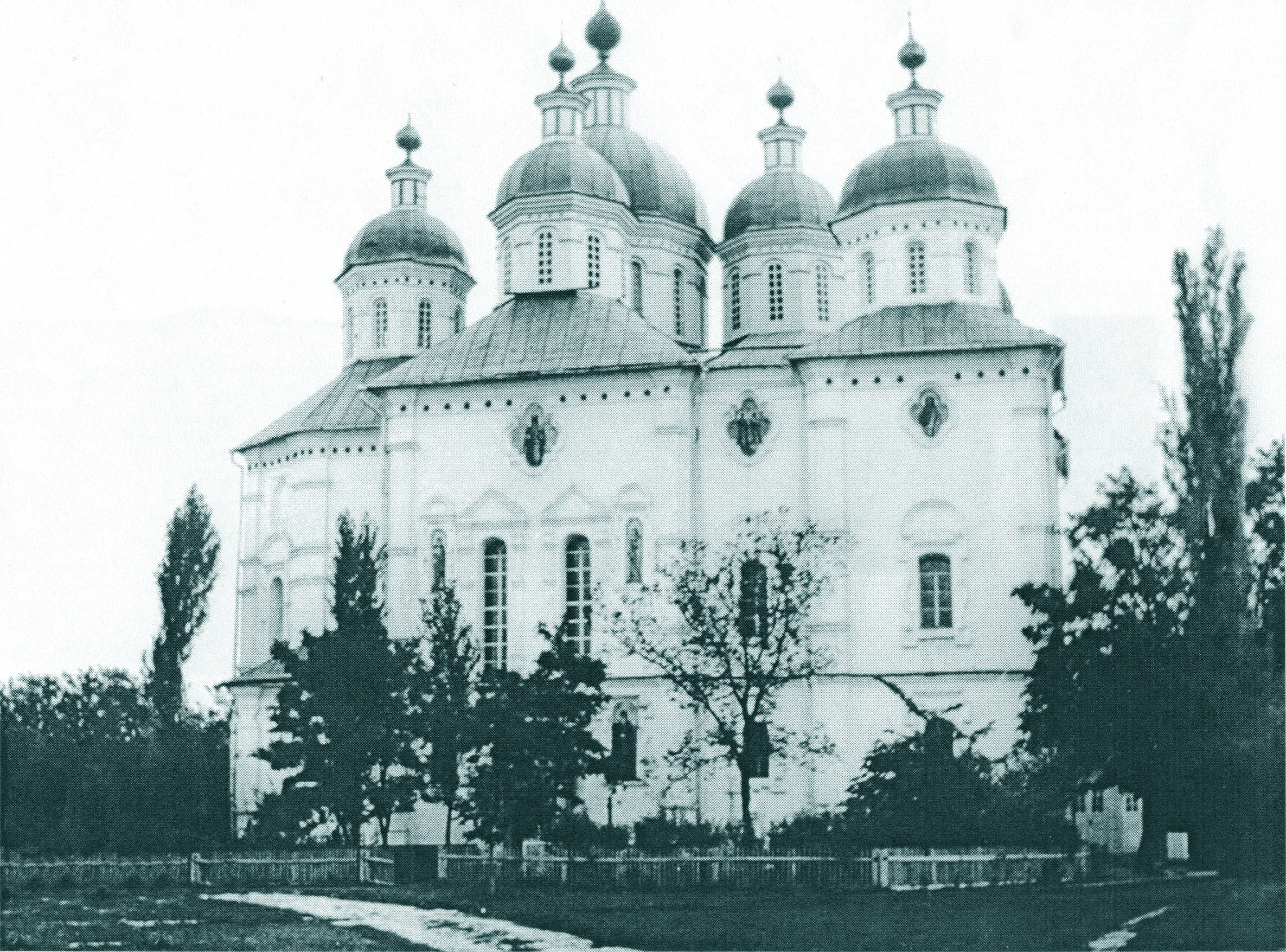
Хрестовоздвиженський монастир.

### Під час Північної війни

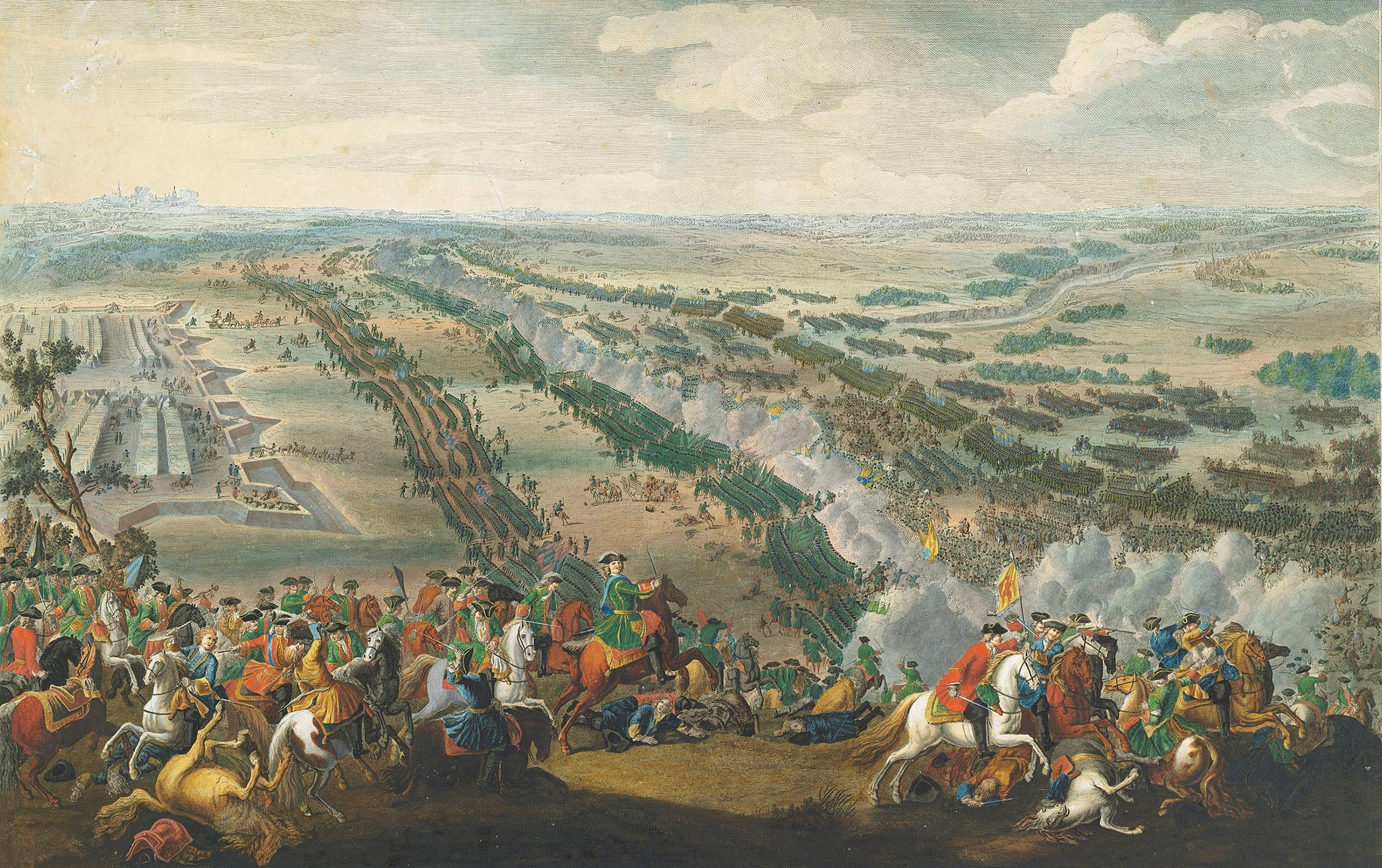
Пьер-Деніс Мартін. «Полтавська битва» (1726)

Соборна площа і Успенський собор на листівці поч. XX століття

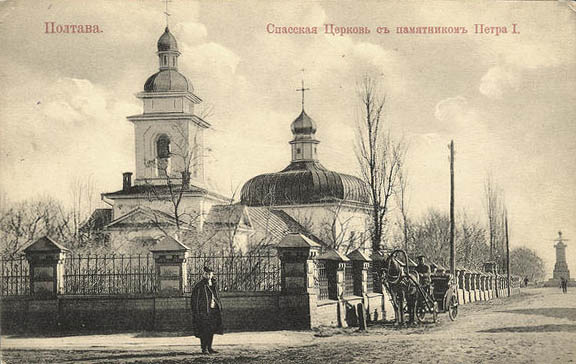
Спаська церква з обеліском на честь перемоги у Полтавській баталії на листівці поч. ХХ століття

Важливою віхою в історії Полтави була Північна війна 1700—1721 років. Вже на початку війни на Балтію разом з московськими військами були відправлені українські козацькі полки, в тому числі і Полтавський.
21 квітня 1708 року генеральний суддя козацького війська Василь Кочубей і полтавський полковник Іван Іскра подали Петру I донос з 25 статей на Івана Мазепу, але цар не повірив і наказав стратити донощиків.
Перші відомості про намір шведів іти на Полтаву надійшли в Україну ще в січні 1709 року. Полтава була важливим стратегічним пунктом, оскільки через неї пролягали шляхи, які вели в Росію (зокрема т. зв. Муравський шлях — головна комунікація між Південною Україною на північ до кордону з Московською державою). Падіння Полтави негативно вплинуло б на весь хід воєнних дій, тому обороні цієї фортеці московське командування надавало великого значення. На початку 1709 року Петро І послав у фортецю три полки солдатів на чолі з полковником О. С. Келіним, який був досвідченою у військовій справі людиною. Келін почав готувати місто до оборони. Збільшились запаси бойового спорядження — пороху, ядер, свинцю, сірки, селітри, картечі, а також продовольства. З боку Ворскли Полтаву прикривала майже непрохідна для війська широка болотиста рівнина. Сама фортеця з усіх боків була оточена земляними валами з бійницями і дубовим частоколом. У фортеці було 10 бастіонів з 28 гарматами різного калібру.
1 квітня 1709 року почалася облога Полтави військами Карла XII. Карл XII сподівався захопити її без особливих труднощів. Шведи кілька разів — з квітня до початку травня — намагалися захопити місто штурмом, але зазнали невдачі. Співвідношення сил було дуже нерівним, укріплення фортеці за час боїв пошкоджені. В місті не вистачало людей і бойового спорядження.
Петро І, що перебував на той час у Воронежі, дав наказ О. Меншикову підійти з військами до Полтави, а при можливості допомогти їй і людьми. В місто надійшло підкріплення: загін у 900 чоловік на чолі з бригадиром О. Головіним пробився в Полтаву, значно збільшивши сили її гарнізону і запаси пороху. 27 травня до Полтави прибув із своїм військом і Б. Шереметєв. 1 червня загін шведів з 3 тис. чоловік кинув на місто кілька бомб. Почалась пожежа. Частина гарнізону мусила залишити вали і кинулась її гасити.
4 червня під Полтаву прибув Петро І з військами. Після військової ради 16—17 червня в таборі біля села Крутого Берега — нині околиці Полтави — Петро І розпочав підготовку до генеральної битви.
Генеральна битва московських військ з шведами відбулася 27 червня (8 липня) 1709 року за 5 км від міста. Територія, на якій розташувалися війська Петра І, була рівною, правий фланг її був відкритим, а лівий межував із густим Яківчанським лісом. Тил табору московської армії прикривав урвистий берег Ворскли. З фронту цю рівнину облямовував Будищанський ліс, а у північній частині вона закінчувалась пологим спуском до лісу. Шведи могли наступати тільки між Яківчанським та Будищанським лісами на північно-західній частині поля бою. Готуючись до бою, московське командування добре укріпило свої позиції. Перед табором було споруджено шість поперечних і чотири поздовжні земляні укріплення — редути, які розрізали лад наступаючого шведського війська. Це були чотирикутні укріплення, розташовані один від одного на відстані рушничного пострілу. Кожен редут був обведений ще високим земляним валом та обкопаний ровом. У редуті розташовувалися батальйон піхоти та гармати. У складі обох армій були козацькі полки, у московській армії — на чолі з Семеном Палієм, у шведській — на чолі з Іваном Мазепою та Костем Гордієнко. Напередодні бою московська армія налічувала близько 42 тис. чоловік. Крім того, її дуже посилили загони українських козацьких полків — Миргородського, Полтавського, Київського, Ізюмського, Харківського, Ніжинського, що підійшли до поля бою 26 червня. На них покладалося завдання відрізати противнику шлях до відступу на захід.
У Полтавській битві шведи втратили близько 10 тисяч осіб вбитими та пораненими. У полон потрапили фельдмаршал Карл Ґустав Реншільд, перший міністр Шведської імперії граф Карл Піпер, багато генералів та офіцерів (зокрема, Карл Густав Рос). Втрати московитів становили 4 900 осіб убитими і пораненими. Рештки війська відступили вздовж річки Ворскли, у ніч з 29 на 30 червня біля Переволочної король та Мазепа з невеликим загоном форсували Дніпро.
Для України наслідком Полтавської катастрофи була московська військова окупація й щораз більше обмеження автономних прав Козацько-Гетьманської держави. Лівобережна Україна 1709 року зазнає відчутного удару по своєму самоврядному статусу, оскільки прискорився процес впровадження московських імперських структур. Частина прихильників Мазепи (як-от генеральний обозний Іван Ломиковський, генеральний писар Пилип Орлик, племінник Івана Мазепи Андрій Войнаровський та інші) покинула Україну, започаткувавши першу хвилю української політичної еміграції. Таким чином українське суспільство на Лівобережжі було позбавлене дієвого елементу, здатного впливати на політичну ситуацію. Проти автономістів, що залишилася в Україні, а також проти цивільного населення вівся терор, лояльна ж частина старшини була підкуплена й спрямувала свої зусилля на інтеграцію до московського дворянства. За підтримку запорожцями Івана Мазепи була також знищена Чортомлицька Січ.
Полтавська битва мала далекосяжні наслідки і для всієї Європи. Шведський історик Петер Енґлунд зазначає: 
| Від дня Полтавської битви закінчився період шведського панування, Московське царство почало звільнятися від свого старого ворога, могутнього сусіда, який закривав вихід до Балтійського моря. Водночас, Полтавська битва стала колосальною катастрофою не тільки для Шведської імперії, але й для Європи; вона зламала колишній баланс влади, — могутність після Полтави переходить від Шведської імперії до Московського царства, яке міцніє і перетворюється у велику державу. |

### До поділу України на губернії
Економічний розвиток Полтави у другій половині XVII та в першій половині XVIII століть виявився у подальшому зростанні ремесел та торгівлі. В місті виникли перші цехи. Ще в 1662 році полковник Дем'ян Гуджол видав універсал з дозволом на утворення цеху ткачів, а в 1676 році полковник Павло Семенович дозволив утворити в Полтаві бондарський цех. Пізніше, аж до 1719 року, ці універсали підтверджувалися й іншими представниками козацької старшини. На початку XVIII століття в місті були також кушнірський, кравецький та інші цехи, в яких об'єднувалося близько 300 ремісників.
Крім ремесел, у Полтаві розвивалися такі промисли, як млинарство, гуральництво, селітроваріння, гутництво тощо. 1722 року були складені відомості по сотнях Полтавського полку для того, щоб дізнатися про грошові і хлібні податки, що збиралися раніше гетьманом, і передати їх у царську казну. Відомості мають такі статті: тютюнництво, млинарство, бджільництво, винокуріння. Крім того, тут є дані про податки з броварень, солодовень, воскобоєнь, ярмарок, мостів тощо. З них видно, що тютюн розводили козаки в Жуках, Тахтаулові, Івонченцях, Гавронцях, Рибцях, Супрунівці, Івашках, Петрівці, Нижніх Млинах та інших приміських селах. Усі вони, за винятком окремих осіб старшинських, сплачували «по гривні на владу гетьманську», тобто в особистий доход гетьмана. Млинів у Полтаві і найближчих до неї селах було 38, каменів млинарських — 83, ступ — 19. Вуликів у полтавських жителів — козаків, міщан, посполитих, церковних і монастирських — було 4980. Щодо винниць і винокурних казанів, то у козацької старшини, з якої за них нічого не бралося, їх було 61, у міщан — 109 (вони належали 45 господарям).
Дворів шинкових було 38, шинків горілчаних — 18, відеркових шинків — 46, бражниць — 11, солодовень — 11, воскобоєнь — 2. Шинки належали не тільки багатіям міста, а й церквам та окремим цехам. Були і «козацькі братські» шинки. У місті було 4 ярмарки, на яких з купців бралося ярмаркове: на полковника полтавського по 2 алтини, а на старшину — по копійці.
Значного розвитку набирала чумацька торгівля. Зростали торговельні зв'язки міста з іншими українськими і московськими містами. Із Москівщини сюди возили сіль, металеві вироби, хутра, а звідси — поташ, скляні вироби, селітру, продукти сільського господарства. Величезну роль у торговельному обміні відігравав великий полтавський ярмарок. Сюди привозили залізні вироби з Тули, шерстяні і шовкові тканини московських, українських і польських мануфактур. Була навіть компанія, яка виписувала товари з «Шлезії» і, зокрема, з Лейпцига. Всі ці товари розвозились потім по південних містах і містечках. На північ вивозили «коней тутешніх заводів», худобу, овець, вовну, шкіри та інші продукти тваринництва, олію, прядиво, горілку тощо. 1784 року тут було 1226 купців, міщан і цехових.
Розвиток торгівлі сприяв і дальшому поширенню млинарства, винокуріння, пивоваріння, тютюнництва, бджільництва тощо. За даними Румянцевського перепису 1767—1769 рр., тільки у козаків, що жили в місті, було вуликів 1084, млинів — 7, винокурень — 3 тощо. Частина козаків займалася торгівлею. Як далеко зайшла економічна нерівність серед козаків, можна судити хоча б з таких даних: Лапощенко Михайло мав винокурню, яка давала йому 150 крб. прибутку на рік, не рахуючи інших прибутків від господарства; Кошовенко Василь їздив торгувати на Запорізьку Січ; Литвин Федір торгував маслом аж у Стародубі і Новгородку; Соляник Кіндрат торгував рибою та сіллю і їздив у Крим, мав 2 млини на 5 каменів і ступу; Носенко Павло — значковий товариш — мав хутір в урочищі Тагамлик, де жили «піддані йому селяни» — посполиті (6 родин). У той же час деякі козацькі сім'ї не мали навіть власної хати, 73 родини на хліб заробляли собі «по різних людях». У інших «земля лежала пуста», бо обробити її нічим. Звичайно, це викликало незадоволення козацької бідноти своїм становищем, і вона виступала як проти місцевого «начальства», так і проти політики уряду.
Із зміцненням феодально-кріпосницької системи посилювалась експлуатація трудящих мас. Шляхта і козацька старшина, за підтримкою царського уряду, взявши владу до своїх рук, експлуатували селянство і міську бідноту, а також рядове козацтво. Населення міста змушене було сплачувати різні податки, головний тягар яких падав на міщан і селян. Особливо тяжким був збір на утримання російських військ (квартири, паливо, провіант, фураж), а також на козацьку старшину та міську адміністрацію — т. зв. ральці, на церкву тощо. Щороку чимало людей посилали на будівництво фортець міст, каналів. Багато з них гинуло там від голоду і пошестей.
В магістраті Полтави засідали представники міської верхівки та козацької старшини — полковник, городовий отаман, війт, бурмистр. При розгляді деяких справ голосував навіть воєвода. Вони і вирішували всі питання у своїх інтересах.
Козацька старшина і керівники магістрату захоплювали також міські землі, змушували населення виконувати різні повинності.
Навколо Полтави було розкидано чимало сіл і хуторів, які пізніше увійшли в межі міста, — Павленки, Кривохатки, Кобищани тощо. Жителі цих сіл і хуторів, а також Івонченців, Івашок, Грабинівки і частини села Осмачок, де наприкінці XVIII століття було понад 300 селянських господарств з 1147 ревізькими душами, платили з кожного господарства місту по 1 крб. податку та ще за кожну хату по 50 коп. (т. зв. «подимне»). Крім того, магістрат користувався даровою працею селян для різних міських робіт, особливо під час квартирування в місті генералітету і полків. Селяни тоді возили дрова, сіно, солому, воду тощо. А кошти, які місто одержувало від підлеглих йому сіл, йшли на купівлю землі для розширення території міста, на утримання адміністрації, на боротьбу з пошестями і т. ін. За рахунок цих коштів, використовуючи своє становище, збагачувалася міська знать.
У 1767 році трудящі міста підписали наказ депутатам, обраним до комісії, створеної Катериною II для складання законів. Жителі міста просили, щоб місту повернули у всій повноті магдебурзьке право, а їх звільнили від засилля багатіїв тощо.
- В 1751—1770 роках тривало будівництво Свято-Успенського кафедрального собору. Так довго його будували через відсутність достатнього фінансування та інші причини. Це був перший кам'яний собор Полтави.
- Важливим у житті Полтави був і Рум'янцевський опис Малоросії 1765—1769 років: за його даними у місті було близько 50 вулиць.
- В 1769 році в Полтаві народився І. П. Котляревський, який став одним з перших письменників що використовували народну мову, і твори якого згодом значно вплинули на сучасну українську мову Наддніпрянщини.
- Наприкінці XVIII ст. Полтава була вже досить великим полковим містом: У 1770 р. почали роботу кілька цегельних заводів, які виготовляли цеглу для споруджування кам'яних церков, а протягом того ж 1770 року збиралося чотири ярмарки, в понеділок і п'ятницю проходили торги, на яких торгували хутром, залізними виробами, худобою, вівцями, смушками, шкірами, овечої вовною, коров'ячим маслом, сіллю, вином, дьогтем. В Полтаві був полковий лікар і аптека. Місто мало свій герб, а полкова канцелярія і магістрат — свої печатки.
- 1774-го опис міста здійснив Йоганн Гюльденштедт[18].
- Полтаву турбували і повстання селян та гайдамаків у середині-кінці XVIII ст.:

У 13 липня 1752 року полтавський полковник Андрій Горленко у рапорті гетьману Кирилу Розумовському повідомив про появу у Коломацькому лісі гайдамацьких загонів. У тому ж році Кирилом Розумовським місту затверджено Магдебурзьке право.
9 серпня 1774 р. командир Дніпровського пікінерного полку послав до Полтави команду з 100 чоловік для утримання караулів: бо були помічені повстанські (гайдамацькі) загони, які діяли в районі річок Коломака та Кагамлика.

## У складі Російської імперії

### У складі Новоросійської губернії
1764 Початок анексії козацьких володінь російським царатом — загарбано територію 13-ти сотень Полтавського полку, з козаків цих земель сформовано 8 рот Дніпровського пікінерного полку, штаб якого знаходився в Переволочній.
1775 Полтава приєдналася до Новоросійської губернії.
1778 року коштом бургомістра полтавського магістрату Павла Яковича Руденка був зведений перший пам'ятник на згадку про битву 1709 року, в пам'ять звільнення його батька із шведського полону під час Північної війни.
1779 Засновано Полтавське повітове училище — перший навчальний заклад світського типу.
1782 Полтаву відвідав російський мандрівник Василь Зуєв, який дав її перший опис: Полтава — невелике містечко з тисячею дерев'яних, низьких, але чисто зовні вибілених будиночків, з яких лише два або три кам'яних.
1787 Подорожуючи Україною, Катерина II на зворотному шляху з Криму заїхала до Полтави. 7 червня 1787 війська, які знаходилися тут, імітували битву 1709 року. Командувачами були П. А. Румянцев і О. В. Суворов (за іншими даними — О. В. Суворов та М. І. Кутузов). Цього дня Г. О. Потьомкіну був подарований титул «князя Таврійського».
1797 року лікар Іван Тишевський побудував власним коштом першу міську лікарню на 50 ліжок. До 1803 року він лікував у ній безкоштовно. Витративши всі свої заощадження, він звернувся до уряду з проханням прийняти лікарню на державне утримання або надати йому грошову допомогу. Але з Петербурга надійшов наказ продати його будинок з торгів під заклад.

### Губернський центр

#### Перша половина XIX століття
Основна маса жителів Полтави — цехові ремісники і посадські — складала стан міщан. На початку XIX століття в місті було 10 цехів, у яких об'єднувалося 359 ремісників, 26 підмайстрів, 446 учнів, 325 робітників, а в 1853 році — вже 538 майстрів, 483 підмайстри, 357 учнів. Згідно з царським указом від 20 червня 1808 року для посилення в Росії виробництва сукна з Богемії, Моравії, Ельзасу, Саксонії та інших німецьких князівств було запрошено ремісників — «суконних фабрикантів». У Полтаві поселилися 54 сім'ї (249 чоловік). Для їх розміщення на околиці міста було побудовано близько 50 глиномазаних будинків — Німецька слобода, або Колонія (нині район вулиць Семена Антонця і Сковороди).. Колоністам було надано ряд пільг, проте більшість із них поступово розорювалась і лише деякі стали потім підприємцями. Так, наприклад, у 1814 році в Полтаві іноземець Киршстен заснував сукновальню, яка поступово зростала і в 1847 році виробляла 910 аршин сукна на суму 525 крб. сріблом.

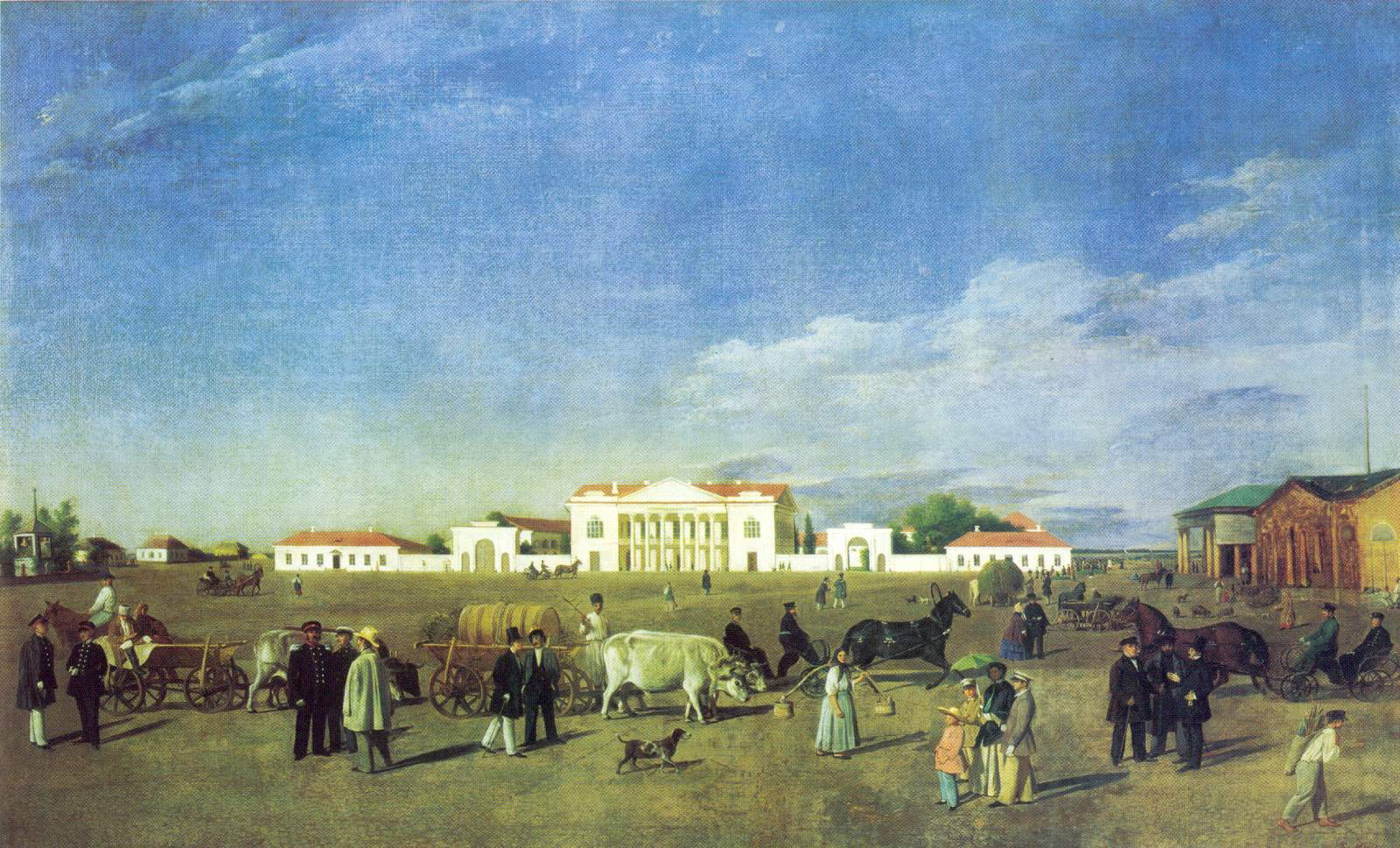
Олександрівська (Кругла) площа. робота Євграфа Крендовського 1830-ті рр.

За період XVII—XVIII століть Полтава багато разів змінювала свій адміністративний статус: з 1648 до 1775 року вона була центром Полтавського полку, з 1775 року — повітовим центром Новоросійської губернії, з 1784 року по 1796 рік — Катеринославського намісництва, з 1796 року по 1802 рік — Чернігівської губернії, яка згодом почала називатися Малоросійською губернією, а з 1802 року 8-тисячне місто стало центром нової Полтавської губернії.

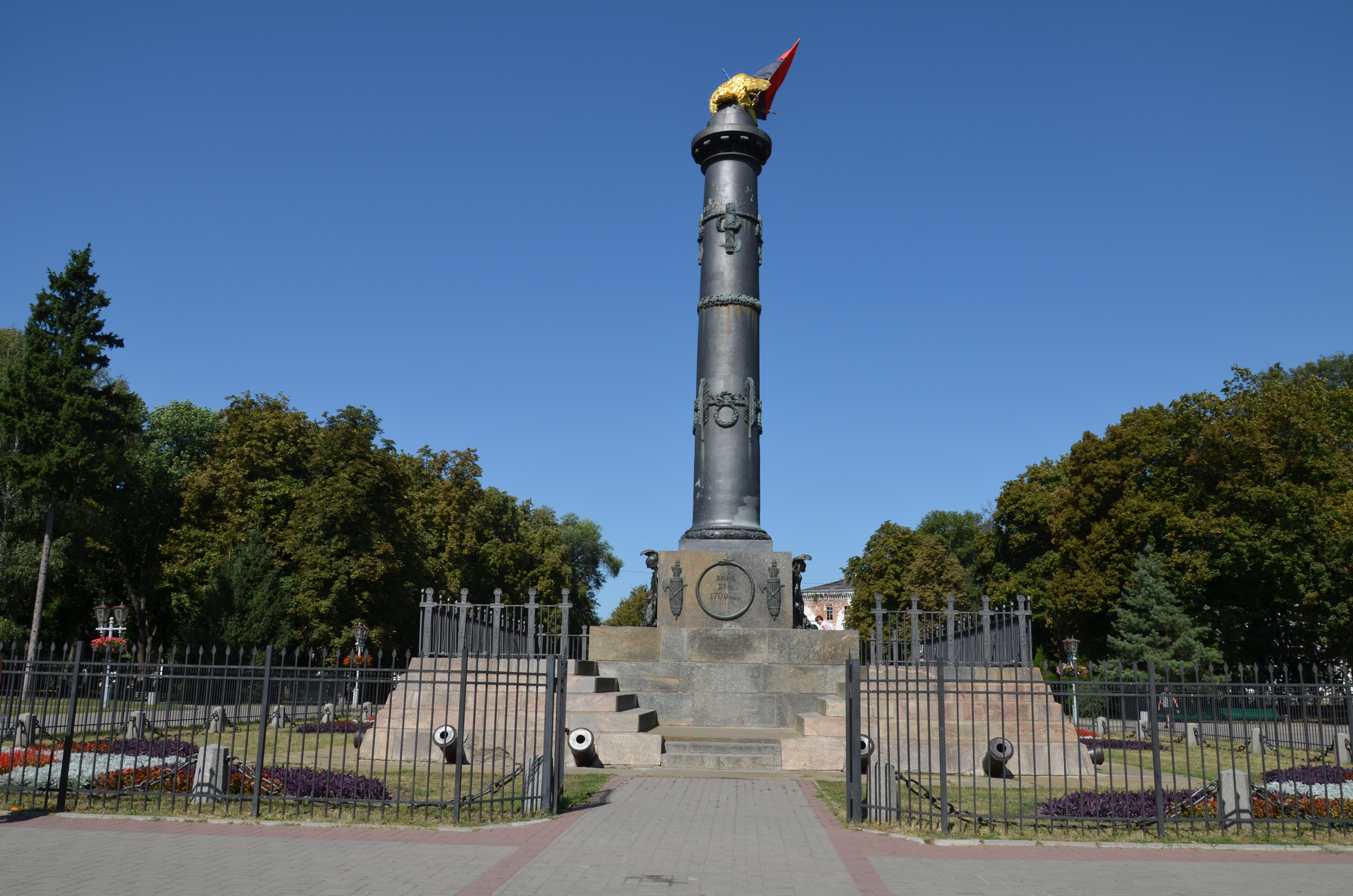
Монумент Слави на Круглій площі на листівці поч. ХХ століття

Спочатку в її складі було 10, потім 12, а з 1803 року — 15 повітів. При губернському правлінні у 1803—1805 роках було створено будівельну експедицію і губернську креслярську, які очолював Михайло Амвросимов. Під його керівництвом було розроблено проєкт забудови Полтави, за яким місто було поділено на квартали і межі його були відсунуті на захід. Новий центр міста отримав форму кола — сучасна Кругла площа — діаметром 345 метрів, від якого радіально розходяться вісім вулиць.
Мандрівники, які бували в Полтаві у цей час, характеризували її як невелике, невпорядковане місто. Так, Василь Зуєв, який відвідав Полтаву в 1782 році, писав: «Це невелике містечко з 1000 дерев'яних, низьких, але чисто знадвору вибілених будиночків, з яких всього 2 чи 3 кам'яних…». 1787 року французький посол при російському уряді граф Сеґюр, який супроводив Катерину II під час її мандрівки по Україні, писав: «Полтава невелике містечко, погано прикрашене і мало заселене, не привертає уваги жодним чудовим будинком». Павло Сумароков, перебуваючи в Полтаві в 1802 році, так говорив про неї: «Полтава — бідне і маленьке містечко, в якому немає ні правильних вулиць, ні порядних споруд».
Князь Долгоруков, що був у Полтаві вже в 1812 році, не знав, де йому зупинитись, бо готелів у місті не було. Їх заміняли так звані «гербери», тобто заїжджі двори, та й дворів цих було всього три. Долгоруков, може, під впливом того, що йому довелося якийсь час жити в «гербері», не пошкодував фарб, щоб змалювати Полтаву в найгіршому вигляді. За його словами, в Полтаві страшна пилюка, грязюка така, що «полтавські дами їздили на вечори волами», що бруківка в місті прокладена тільки від Собору і до Стрітенської церкви, та й то низької якості.
Звичайно, враження таких людей, які звикли до Петербурга, Парижа, Москви чи інших великих міст, слід сприймати критично. В Полтаві вже й тоді були кам'яні споруди — церкви, крамниці, приватні будинки козацької старшини, поміщиків, купців,— але їх було ще небагато. Наприкінці XVIII століття матеріали перепису називають у місті 51 вулицю.
Коли Полтава стала губернським центром, вона була перепланована і забудована при безпосередній участі українських і російських зодчих. У 1803—1805 рр. губернський архітектор М. Амвросимов розробив проєкт планування, за яким Полтава мала стати «малим Петербургом». Згідно з цим проєктом межі її відсунулись на захід. Місто було розчленовано на квартали, його прикрасили нові прямолінійні вулиці; багато невпорядкованих садиб і будівель зносились зовсім або переносились на нові місця. Тоді ж було прокладено і нову головну вулицю (тепер вулиця Соборності), яка з'єднувала старий центр (фортецю) з новим адміністративним центром, утвореним на історичному місці зустрічі полтавчан з російською армією, очолюваною Петром І, після Полтавської битви. Новий центр мав форму круглої площі діаметром 345 метрів, від якої радіусами розходилися 8 вулиць. Кожна з них закінчувалась у перспективі церквами, пам'ятниками або урядовими будинками.
В цих секторах-кварталах з 1804 по 1811 рік, за т. зв. «зразковими» проєктами архітектора А. Захарова та інших, було збудовано 7 великих адміністративних будинків у стилі класицизму, а в геометричному центрі кола на честь 100-річного ювілею Полтавської битви в 1805—1811 рр. споруджено Монумент Слави. Початковий проєкт монументу належить М. Амвросимову, остаточний варіант виконав професор Петербурзької академії мистецтв, відомий архітектор Тома де Томон. Згодом, уже в 1850-х рр. ця кругла площа була обсаджена деревами і з часом перетворена на міський, т. зв. Корпусний сад.
Поряд з будівництвом приміщень для урядових установ, повільно поліпшувалось комунальне господарство. Збудували міст через Ворсклу (до цього там був тільки «водохідний дуб»), бульвари, колодязі з навісами, ринок, відкрили заїжджі двори, забрукували кілька вулиць (до того часу була тільки одна вимощена вулиця). Правда, мостили вулиці дрібним щебенем, набиваючи піском, від чого влітку в місті стояла величезна пилюка, а весною і восени на немощених вулицях була така багнюка, що в ній тонули коні і екіпажі. «В Полтаві з її передмістям, — писав наприкінці 1840-х рр. відомий історик і етнограф В. В. Пассек,— налічується 1500 приватних будинків — число значне, але, мабуть, тільки якась сотня з них може називатись будинками: решта — мазанки, хати…. Приватні будинки — найпростішої архітектури, без будь-яких прикрас, але здебільшого побілені за українським звичаєм. Майже при кожному будинку є сад».
2 лютого 1808 року було відкрито Полтавську чоловічу гімназію.
У 1810 році у Німецькій колонії (нині Театральний провулок) закінчено спорудження будівлі першого стаціонарного театру, збудованого на кошти міста.
У серпні 1812 року у зв'язку з початком Франко-російської війни за дорученням малоросійського генерал-губернатора Я. І. Лобанова-Ростовського письменник І. П. Котляревський формує 5-й Полтавський кінний козачий полк. У вересні формування ополчення переважно закінчене. Воно складається з 13 тисяч кінних і піших козаків і 3 тисяч казенних поселян. Наприкінці вересня 6-й Полтавський козачий полк під командуванням М. Свічки вирушає на Орел, потім через Калугу до армій М. І. Кутузова. 12 прапорів Полтавського ополчення, яке повернулось з Закордонних походів в 1814 році, зберігались в Успенському кафедральному соборі Полтави.

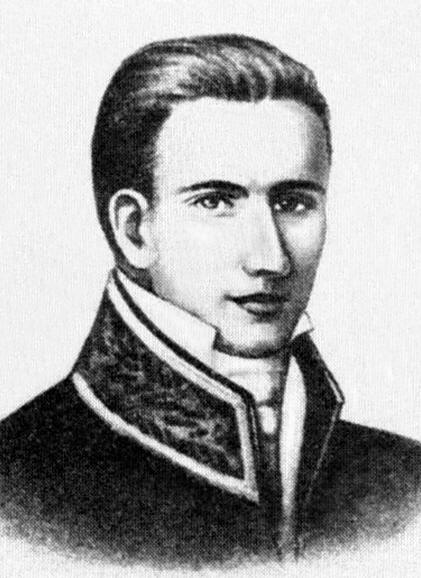
Левко Боровиковський.
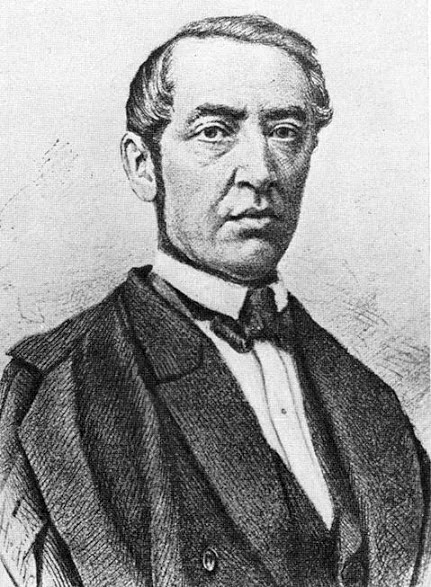
Дмитро Пильчиков.
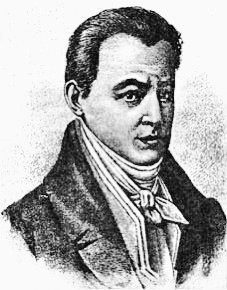
Іван Котляревський.
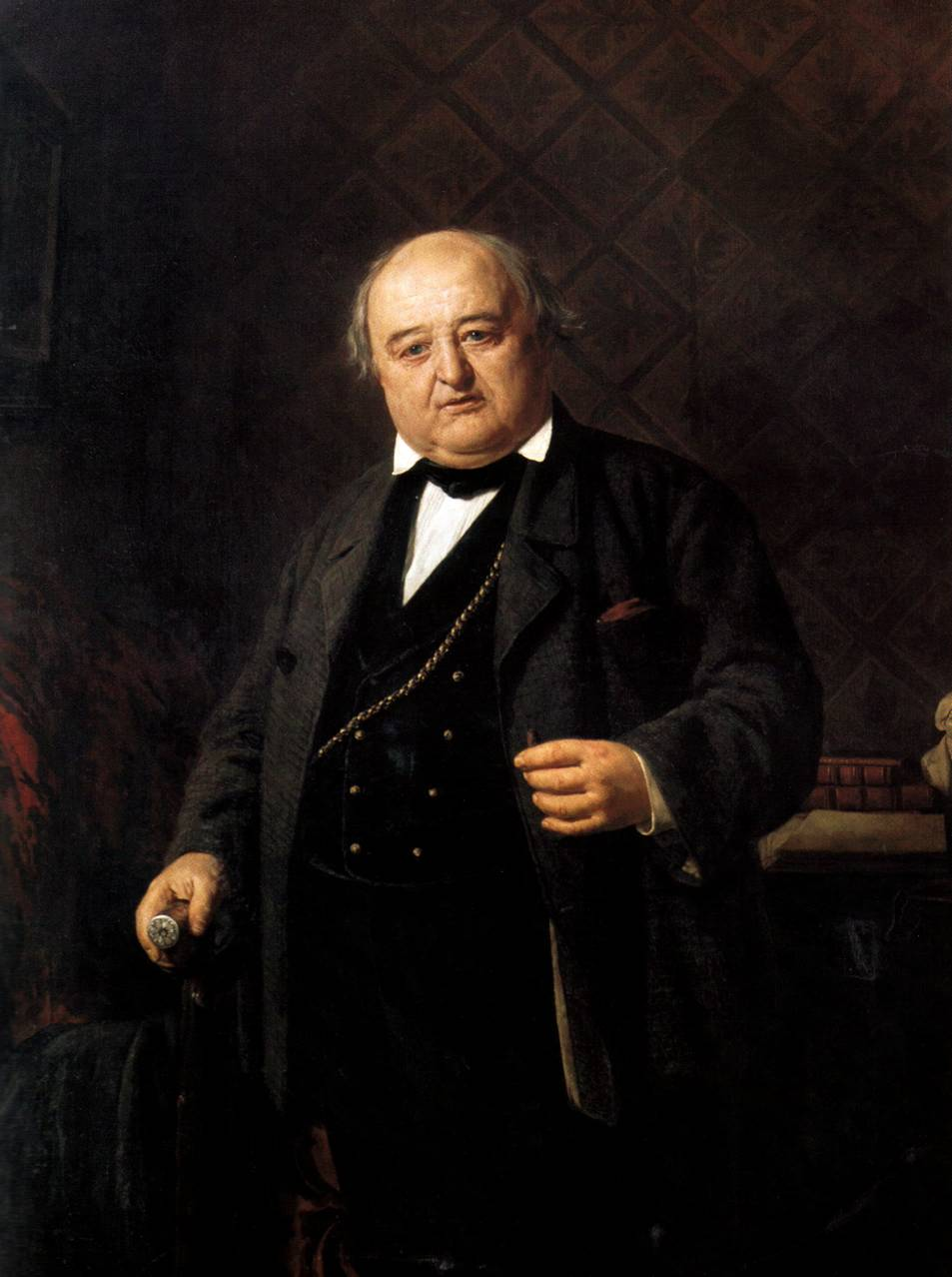
Михайло Щепкін.
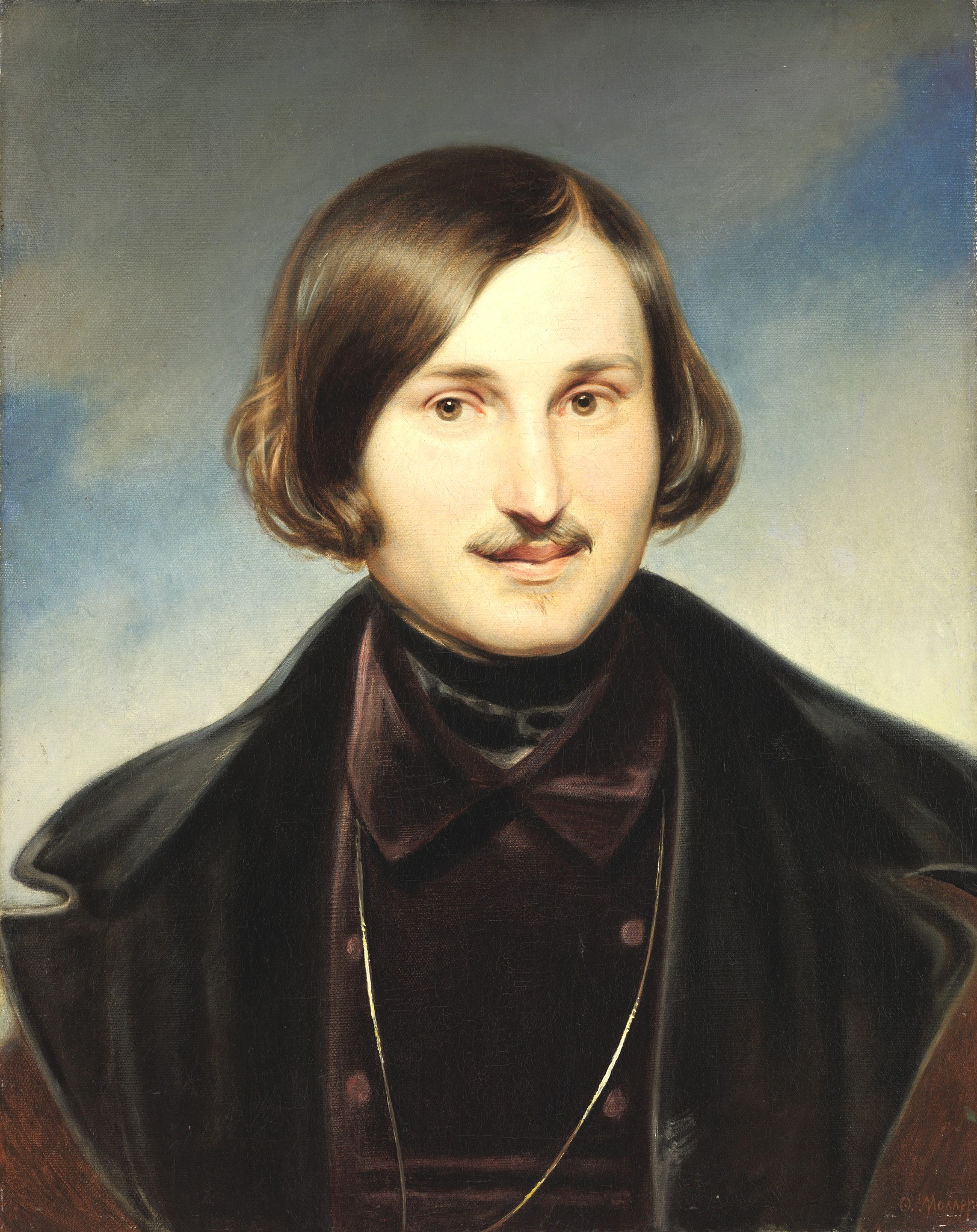
Микола Гоголь.
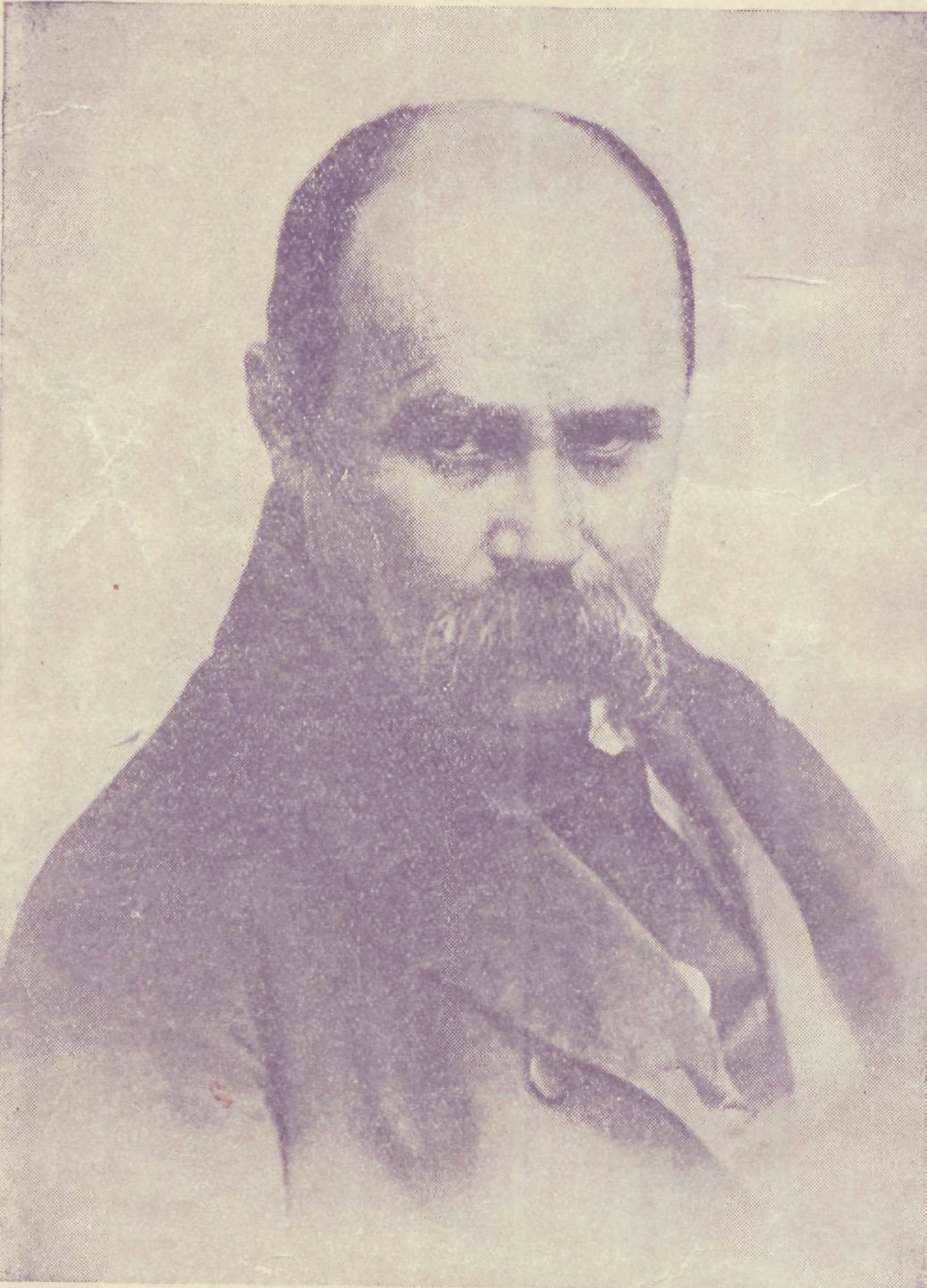
Тарас Шевченко.

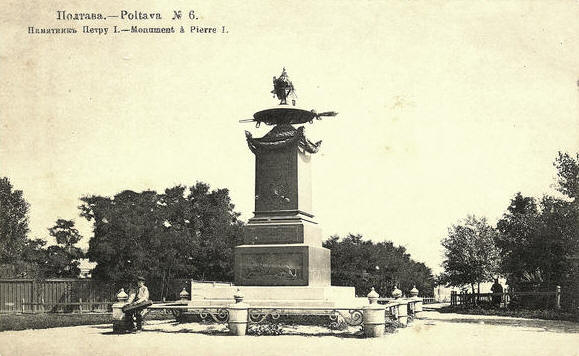
Пам'ятник на місці відпочинку Петра I на листівці поч. ХХ століття

На 1802 рік у місті налічувалося тільки 7975 чол. населення, з них поміщицьких селян — 412 душ, козаків — 300, ремісників — 300, решта — різночинці, міщани, та дворяни. З середини XIX століття населення міста зростало досить швидко — у 1838 році тут проживало 15 521 чол., у 1842 році — 16 787 чол., у 1851 році — 20 819 чоловік.

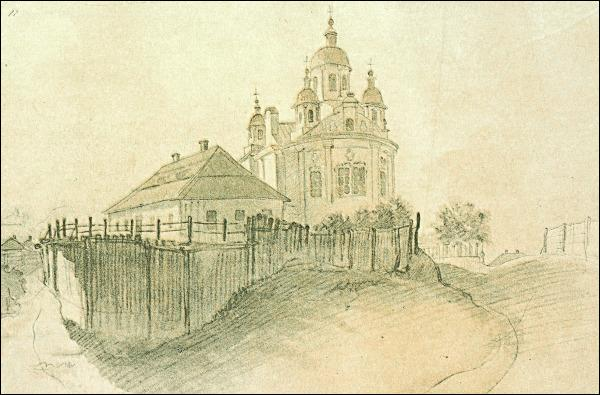
Будинок Котляревського у Полтаві, робота Тараса Шевченка 1845 р.

На цей час Полтава стала значним культурним центром. Вона відігравала також помітну роль у розвитку громадсько-політичної думки. Активну діяльність розгорнули тут декабристи. З 1818 по 1821 рік у Полтаві жив М. М. Муравйов, член таємного товариства «Союз благоденства», який тоді був ад'ютантом полтавського генерал-губернатора князя М. Г. Рєпніна. Тут же проводив велику роботу М. Новиков, член «Союзу порятунку». Новиков заснував у Полтаві Масонську Ложу, через яку залучав до революційної діяльності найздібніших і революційно налаштованих дворян. Є відомості, що до складу цієї ложі входив і І. П. Котляревський.
Очолюючи діяльність таємного товариства в Полтаві, Новиков зберігав у себе програмний документ «Союзу благоденства» — «Зелену книгу». Очевидно, полтавська організація «Союзу благоденства» була однією з діючих управ товариства. До Полтави часто приїздили П. І. Пестель, М. П. Бестужев-Рюмін, С. Г. Волконський, М. І. Лорер, М. С. Лунін, М. М. Муравйов тощо.
Попри реакційну русифікаторську політику царського уряду в XIX столітті відбулися значні зрушення в культурному розвитку міста. Крім початкових шкіл, відкрилось повітове училище (1799 рік), гімназія (1808 рік). 1818 року було відкрито інститут шляхетних дівчат та духовне училище, в 1820 році — школу садівництва, яку потім в 1841 році закрили, передавши будинок інституту шляхетних дівчат. 1840 року відкрили кадетський корпус.
І хоч навчання в усіх цих закладах здебільшого мало схоластичний характер, з їх вихованців вийшло чимало визначних діячів культури. Зокрема, в полтавській гімназії навчалися: один із засновників петербурзької математичної школи М. В. Остроградський, талановитий український поет-байкар Л. І. Глібов, засновники і керівники однієї з перших у країні революційних організацій різночинної інтелігенції — Харківсько-Київського таємного товариства Я. М. Бекман та В. О. Португалов, видатний письменник, театральний і культурно-громадський діяч М. П. Старицький, історик та громадський діяч М. П. Драгоманов тощо. В 1840-х рр. тут працював викладачем гімназії видатний український поет-романтик Л. І. Боровиковський. З учителем цієї ж гімназії Ткаченком був особисто знайомий Т. Г. Шевченко, який приїздив до Полтави 1845 року. Тут він створив картини «Полтавський монастир» та «Будинок Котляревського». Нині про це нагадує меморіальна дошка на будинку 3-ї середньої школи (вул. В'ячеслава Чорновола, № 4). В Полтавській духовній семінарії вчилися український письменник М. І. Гнідич, українські письменники В. П. Гоголь (батько М. В. Гоголя), М. М. Макаровський — автор збірки «Мова з України», О. М. Бодянський — український філолог-славіст, письменник і педагог С. П. Стеблін-Камінський. У Полтавському повітовому училищі в 1818—1819 рр. вчився великий український письменник М. В. Гоголь. Директором училищ Полтавської губернії у 1820—1823 рр. працював передовий на той час громадський діяч, український письменник В. В. Капніст.
У 1818 році відкрито Полтавський інститут шляхетних дівчат — середній навчальний заклад для дівчат дворянського походження. Його засновниця і попечительки — В. О. Рєпніна, дружина малоросійського генерал-губернатора князя М. Г. Рєпніна (рідного брата декабриста С. Г. Волконського). У різні роки тут працювали педагогами український поет і етнограф Л. І. Боровиковський, чеський та український музикознавець В. В. Єдличка і його брат музикознавець і композитор А. В. Єдличка, громадський і культурний діяч, член Кирило-Мефодіївського товаристваД. П. Пильчиков, письменник С. П. Стеблін-Каменський.
У 1817—1821 роках одним з директорів Полтавського вільного театру був І. П. Котляревський. 1819 року він написав п'єсу «Наталка Полтавка» і водевіль «Москаль-чарівник», які поклали початок новій українській драматургії. У 1818—1821 роках на сцені театру грав М. С. Щепкін — майбутній відомий актор в російському та українському театральному мистецтві, викуплений з кріпацтва на кошти, зібрані жителями Полтави і губернії.
У 1818—1819 роках в Полтавському повітовому училищі навчався М. В. Гоголь.
У 1836 році в десяти цехах міста (шевському, різницькому, ковальському, кравецькому, шапковому, ткацькому, кушнірський, шаповальському, бондарському, гончарному) налічувалось 359 ремісників, 26 підмайстрів, 446 учнів, 325 працівників.
З 2 квітня 1838 року в місті почала видаватись щотижнева газета «Полтавские губернские ведомости». Редактором її тривалий час був П. І. Бодянський, який вмістив у газеті багато статей з географії, історії та етнографії Полтавщини. П. І. Бодянський видав також окремі книги «Достопримечательности Полтавы» та «Памятная книжка Полтавской губернии за 1865 год», де зібрано значний статистичний матеріал про Полтаву та Полтавську губернію.
На посаді керуючого палатою державних маєтностей працював історик М. І. Арандаренко. Його тритомна праця «Записки о Полтавской губернии» ще й тепер не втратила цінності як довідкова книга з історії Полтавщини.
На 1820—183-х рр. припадає найвище піднесення творчості уродженця Полтави І. П. Котляревського, кращі твори якого — «Енеїда», «Наталка Полтавка», «Москаль-чарівник» — знаменували початок становлення нової української літератури. В цей же період у місті виник професійний театр, що прийшов на зміну домашньому поміщицькому театрові. Тут у 1818—1821 рр. в трупі Штейна почав свою діяльність М. С. Щепкін — основоположник реалістичного українського театру. В ці роки Щепкіним створений весь його основний репертуар. При театрі було організовано хор, звідси часто забирали до Петербурга хлопчиків — альтів і дискантів. З цією метою в 1836 році до міста приїздив композитор М. І. Глінка.
1839 року в Полтаві було 27 кам'яних будинків, дерев'яних — 1521, церков кам'яних сім, дерев'яних — шість, Інститут шляхетних дівчат, богоугодний заклад, чотири казенних училища, в тому числі чоловіча гімназія. Проживало 15090 чоловік.
Влітку 1845 року місто відвідав великий український поет-демократ Т. Г. Шевченко. Він зустрівся з художником Ф. Л. Ткаченком, з яким навчався в Петербурзі в Академії мистецтв, з людьми, які знали І. П. Котляревського, зробив замальовки його будинку і Хрестовоздвиженського монастиря. Пізніше поет зобразив образ Котляревського, описав місто і його історичні пам'ятки в повісті «Близнюки».
14 грудня 1846 в сім'ї військовослужбовця народився М. О. Ярошенко (1846 — 1898), один з активних членів Товариства пересувних художніх виставок.
В описі Полтави 1848 року йдеться, що вода в місті здорова, береться з річки та 232 колодязів. Тут 83 вулиці та провулків, чотири площі, публічний сад, 630 приватних садів, 905 городів, 1770 будинків, в тому числі 46 кам'яних. Жителів 20 009 чоловік.
У 1846 році полтавці — В. М. Білозерський, Д. П. Пильчиков, Г. Л. Андрузький та інші — увійшли до заснованого в Києві Кирило-Мефодіївського товариства, яке своєю кінцевою метою ставило ліквідацію кріпацтва та самодержавства і створення держави у формі федеративної слов'янської республіки. Члени товариства провадили досить широку роботу серед передової інтелігенції міста. Про це красномовно свідчить і лист члена лівого крила товариства І. Я. Посяди до вчителя полтавської гімназії Л. І. Боровиковського.
27 червня 1849 року відкрився Пам'ятник на місці відпочинку Петра I — там, де знаходилась колишня квартира коменданта фортеці О. С. Келіна. Монумент відлитий у Петербурзі в майстерні художника І. Гамбургера за проєктом професора архітектури О. П. Брюллова (брата відомого російського художника К. П. Брюллова).

#### Друга половина XIX століття
На той час було створено завод сільськогосподарських машин, цегельні заводи та різні дрібні підприємства по переробці сільськогосподарських продуктів і майстерні по обслуговуванню найрізноманітніших потреб населення. В 1852—1853 роках до Полтави з Ромен переведено Іллінський ярмарок — один з найбільших в Російській імперії: так у 1853 році на нього привезено товарів на суму понад 16,7 мільйона карбованців, що дало місту майже 68 тисяч карбованців чистого доходу. В місті почалося також посилене будівництво — за 3 роки було споруджено 171 будинок. Міський бюджет зріс з 20 до 30 тис. крб., а кількість постійних купців — з 41 до 852. На ярмарок, який славився торгівлею сукон, шерстяних тканин, та хутрами, з'їжджались до 40 тис. чоловік — майже удвоє більше, ніж жителів міста. Приїжджали австрійські, прусські та інші іноземні купці, які закуповували вовну. У перші роки тут продавали багато селянських товарів. Тільки одеські купці купували їх майже на один мільйон карбованців. З Дону сюди приганяли для продажу табуни коней. З 1880-х рр. Іллінський ярмарок почав поступово перетворюватися на ярмарок місцевого значення.

##### Діяльність «Громади»

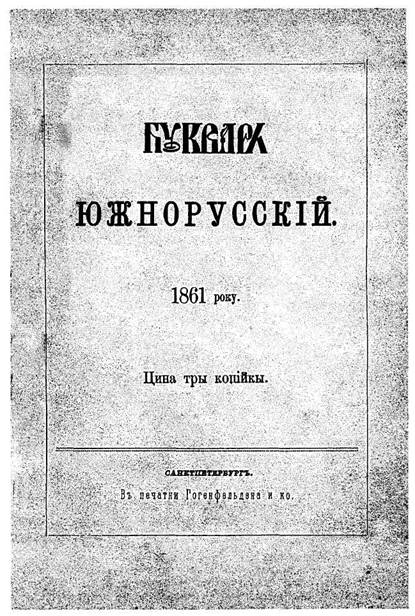
Обкладинка Букваря Тараса Шевченка, 1861 р.

Єлизавета Милорадович.

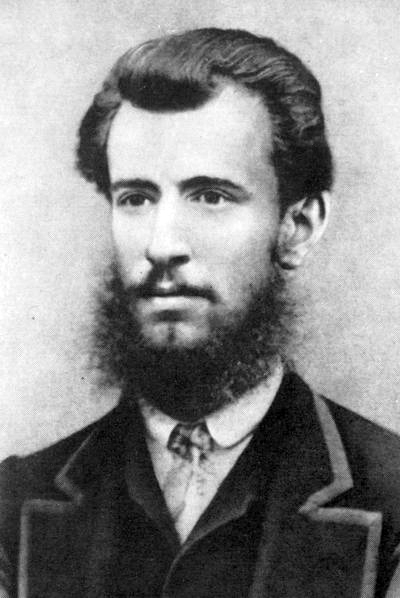
Панас Мирний.

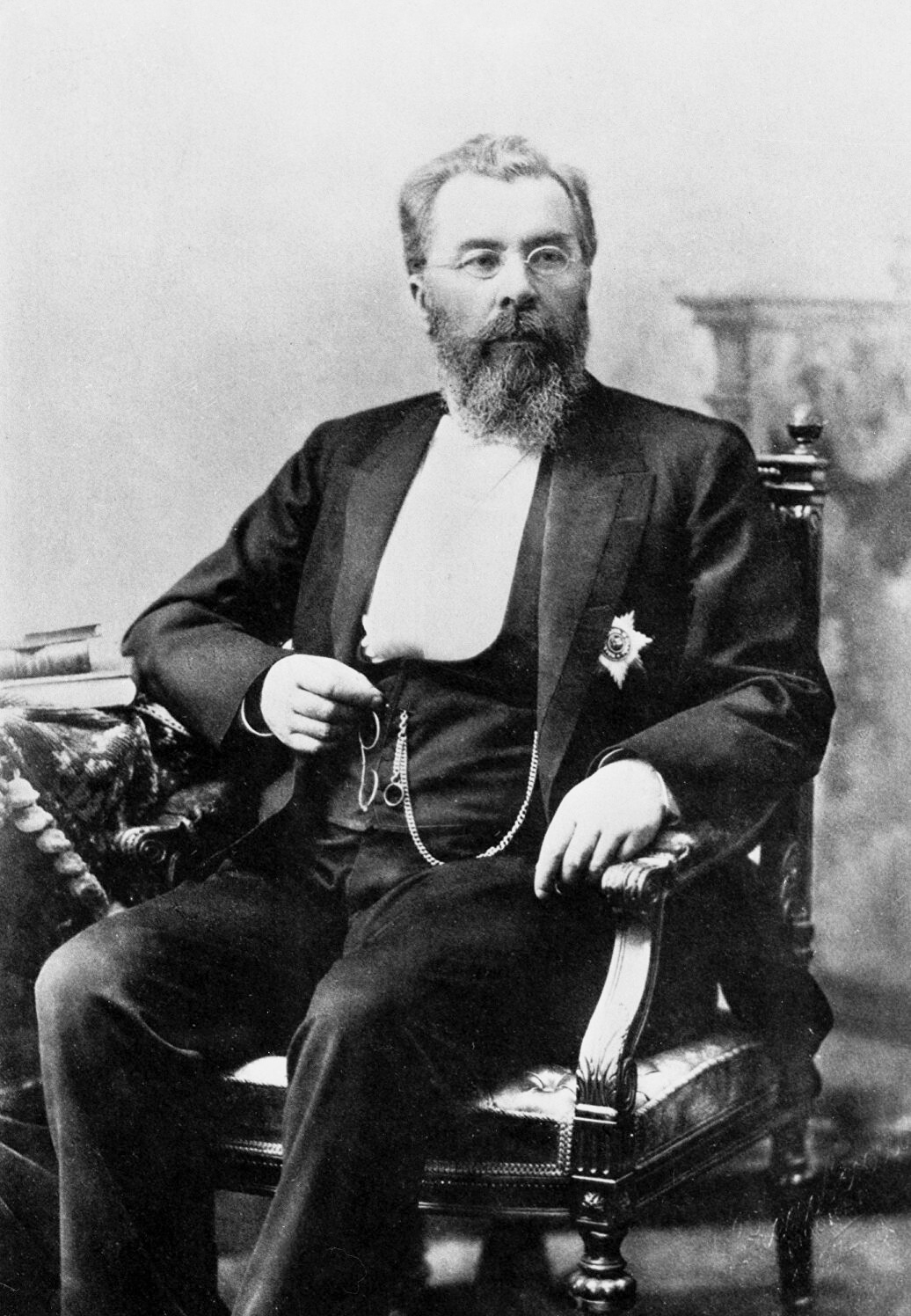
Микола Скліфосовський.

В 1855—1862 роках в чоловічій гімназії на посаді старшого вчителя історії працював викладач і громадський діяч О. І. Стронін — один із засновників і керівників полтавської «Громади» — культурно-освітньої організації. Навесні 1862 року кількість «громадівців» становила близько 60 чоловік. Серед них були В. В. Лобода — начальник полтавської телеграфної станції, О. І. Стронін — учитель гімназії, Д. П. Пильчиков — учитель кадетського корпусу, О. Я. Кониський — чиновник губернського правління, В. С. Кулик — дрібнопомісний дворянин, Є. I. Милорадович — поміщиця тощо.
Громадівці поширювали твори Т. Г. Шевченка, О. I. Герцена, в недільних школах для робітників проводили т. зв. «народні читання», які були дуже популярні, пропагували атеїстичні погляди. Деякі члени Полтавської «громади» — О. І. Стронін, І. Д. Стефанович, М. Потєхін, І. І. Ничипоренко — навіть їздили в Лондон до О. І. Герцена. Пізніше майже всі вони були заарештовані і засуджені до заслання та ув'язнення.
О. І. Стронін був особисто знайомий з О. І. Герценом, зустрічався з ним в 1858 році в Лондоні, звідки привіз «Колокол» і інші нелегальні видання. В тому ж році Стронін робить спробу відкрити при чоловічої гімназії першу недільну школу, викладачами якої стають і учні 6 — 7 класів. У вересні 1860 року в школу записалося 209 осіб. З червня 1860 року відкрилися недільні школи при приватних жіночих пансіонах Дейнеки в Лерцер, а з вересня 1861 року — при Маріїнської жіночої гімназії. На чолі цієї школи стояла ліберальна поміщиця Є. І. Милорадович, на кошти якої для учнів недільних шкіл були видані «Граматика» А. І. Стронина і «Українські прописи» О. Я. Кониського. На початку 1861 року Т. Г. Шевченко через свого товариша по Академії мистецтв, у той час вчителя малювання Полтавської чоловічої гімназії Ф. Л. Ткаченко, посилає для учнів недільних шкіл 1000 примірників свого «Букваря» («Букварь южнорусскій») за умови передачі виручених грошей в касу шкіл. У місті на 30 тисяч осіб — п'ять недільних і суботніх шкіл, щоденна школа, народна бібліотека, жіноча гімназія. Влаштовуються літературно-музичні ранки і вечори, публічні читання, ведеться велика просвітницька робота, за що Полтава отримує назву українських Афін.
6 травня 1861 року над дорогою в саду І. Н. Гуссона в пам'ять про Т. Г. Шевченка полтавською «Громадою» посаджений дуб — живий пам'ятник поетові.
На початку 60-х років полтавська «Громада» була розгромлена, частина її членів звільнена з роботи, частина заслана.
Рисами глибокого демократизму позначена творчість багатьох письменників і культурно-освітніх діячів, які в 2-й половині XIX та на початку XX століття жили в Полтаві. З 1871 року тут працював Панас Мирний (П. Я. Рудченко). Понад двадцять років (з 1900 по 1921 рік) прожив у Полтаві російський письменник-демократ і громадський діяч В. Г. Короленко. У Полтаві написав повість «Дві московки» І. С. Нечуй-Левицький, який у 1865—1866 рр. працював викладачем духовної семінарії.
З 1865 по 1879 рік у Полтавській гімназії викладав історію педагог і просвітитель І. І. Нечипоренко. В Полтаві вчителював також поет і педагог М. А. Вербицький (Миколайчик Білокопитний), на творчості якого яскраво позначився вплив Т. Г. Шевченка. В. С. Гнилосиров (Гнилосир) — український педагог і письменник, що народився в Полтаві, з 1873 року до кінця свого життя (1901 рік) працював директором повітової школи в Каневі і доглядав могилу Т. Г. Шевченка. П. Й. Капельгородський (пізніше відомий український письменник) видавав журнал «Вісник життя і знання».
Викладачі навчальних закладів міста — історики, філологи, етнографи — проводили також велику роботу по вивченню історії Полтавщини. Цінні фактичні дані та матеріали зібрані в «Трудах Полтавской ученой архивной комиссии», у виданні яких брали активну участь відомі історики Полтавщини І. Ф. Павловський, Л. В. Падалка, В. О. Пархоменко тощо.
Значні зміни в економічному та культурному розвитку міста відбулися після скасування кріпосного права. Яскравим показником капіталістичного розвитку міста після реформи 1861 року було швидке зростання населення. Так, якщо в 1863 році у Полтаві проживало 29 502 чол., в 1869 році — 31 782 чол., в 1873 році — 34 253 чол., то в 1897 році, за даними першого всеросійського перепису, — 53 703 чоловіки.
Значним поштовхом для розвитку промисловості в місті стало залізничне будівництво. 1 серпня 1870 відкрито залізничний рух на ділянці Кременчук — Полтава, розпочато будівництво Головних паровозних майстерень, що завершилося 15 березня 1871. 16 червня відкрито залізничну лінію Полтава — Харків, яка зв'язала Кременчуцьку ділянку з Курсько-Харківсько-Азовської дорогою, яка зв'язала місто не тільки з Харковом та Миколаєвом, а й з Москвою, Петербургом, чорноморськими портами — Одесою та Херсоном. У 1870—1890 рр. стали до ладу ще Лібаво-Роменська та Києво-Полтавська залізниці, які проходили по території Полтавщини; Полтава була зв'язана також з Донбасом через Костянтиноград — Лозову та з Катеринославом — через Костянтиноград — Катеринослав. 1874 року в Полтаві було відкрито залізничні майстерні та паровозне депо. В майстернях уже тоді працювало кілька сотень робітників.
Тоді ж у місті поселяється український письменник Панас Мирний. Тут він написав твори «Хіба ревуть воли, як ясла повні?», «Повія», «Лимерівна» та інші.
У 1884 році, в Яківцях, під Полтавою (нині це Київський район міста) садибу поміщиків Чарнишів і прилеглі землі (668 га) скупив М. В. Скліфосовський (1836 — 1904) — видатний хірург, громадський діяч, член багатьох вітчизняних і зарубіжних наукових товариств, людина вкрай широких і глибоких знань. Він не скільки відпочивав, скільки організував тут економію (високопродуктивне господарство європейського штибу), іноді оперував хворих у Полтавській земській лікарні (нині Полтавська обласна клінічна лікарня імені Скліфосовського).
На початку 1860-х рр. революційну пропаганду серед трудящих Полтави проводили члени гуртка О. І. Строніна. Наприкінці 1870-х рр. розгорнувся рух народників, які, зазнавши невдач на селі, проводили революційну роботу і серед міських робітників. 1875 року в Полтаві діяло таємне товариство «Унія», члени якого ставили за мету боротися за національну незалежність України, популяризувати серед трудящих соціалістичну та радикально-демократичну літературу, збуджуючи в них ненависть до існуючих порядків. Він об'єднував демократично налаштовану інтелігенцію, студентів, які навчалися в Київському, Харківському та інших університетах, гімназистів старших класів. До складу гуртка входило близько 80 осіб, серед них С. Шахін, Д. П. Пильчиков, П. Я. Рудченко (Панас Мирний), Л. О. Волкенштейн, Я. Жарко, О. Остапенко, Р. А. Стеблін-Каменський, В. І. Синькевич, Д. А. Лизогуб — пізніше один із засновників народницької організації «Земля і воля», страчений у 1879 році за підготовку замаху на життя Олександра II, І. Ходуля та інші. Вони підтримували зв'язок з революційними народницькими організаціями інших міст, вели антиурядову пропаганду в Полтаві і губернії, поширювали твори О. І. Герцена, М. Г. Чернишевського, Т. Г. Шевченка, Марко Вовчок. 1875 року поліція розгромила гурток. Після розгрому «Унії» поліцією та ув'язнення і заслання багатьох найактивніших діячів цього гуртка діяльність народників у Полтаві не припинилася. Тут створюються нові гуртки, активними учасниками яких були студенти О. М. Калюжний, М. А. Олеховський, Н. Я. Стронський, І. Я. Чернишов, П. Д. Максимов, Л. М. Димський, К. І. Гриневич, В. Колесников та інші.
Після закінчення в 1874 році Київського університету почав працювати вчителем історії в Петровському Полтавському кадетському корпусі І. Ф. Павловський — український історик, дослідник історії Полтавщини, автор багатьох фундаментальних праць з історії краю.
Завдяки розвитку капіталістичних відносин місто дедалі більше набувало характеру промислово-торгового центру губернії. У 1877—1878 роках в місті працювали чотири заводи сальних свічок, два воскових, шість цегельних, два шкіряних, чотири пивоварних, горілчаний, миловарний, гончарний, селітряні і механічний заводи, а також три суконні фабрики, дві тютюнові, фабрика масляних фарб. Діяли навчальні заклади: інститут шляхетних дівчат, Петровська військова гімназія (так якийсь час називався Петровський Полтавський кадетський корпус), жіноча гімназія, реальне, повітове і парафіяльне училища. 1879 року тут було 30 промислових підприємств, де працював 441 чоловік. Продукція підприємств обчислювалась у 701 247 крб.; в 1888 році підприємства міста випускали продукції на 1 487 291 крб., в 1890 році — на 1 821 727 крб.; в 1895 році в місті було 89 підприємств, на яких працювало 869 робітників. Це були головним чином підприємства по переробці сільськогосподарських продуктів — ковбасні, маслобійні, винокурні, пивоварні, горілчані, тютюнові, канатні та інші заводи і фабрики. Працювали також механічні, чавуноливарні, мідноливарні, ковальські, лісопильні, каретні, цегельні, селітрові, кахльові, сірникові, свічкові, миловарні, млини та інші підприємства. Всі вони, як правило, були невеликими.

#### Кінець XIX— початок ХХ століття
з полтавськими залізничниками був зв'язаний гадяцький гурток народовольців. З полтавських робітників до нього входили О. Г. Гавриленко, Нечипоров (Нечипоренко), Гервольський тощо.
Полтавські народницькі організації підтримували зв'язки з київською групою організації «Народна воля», а також з народниками — студентами Харківського, Новоросійського університетів та Петербурзької медичної академії. Діяльність народників серед робітників Полтави залишила помітний слід. Саме в ці роки відбулися перші виступи робітників полтавських залізничних майстерень — найбільшого підприємства міста.
З 1883 року віце-президентом Полтавського сільськогосподарського товариства працював український вчений, агроном О. О. Ізмаїльський, який присвятив свої праці історії розвитку степів та боротьбі з посухою.
У 1883 році відбувся один з перших великих страйків в Україні — виступ робітників Полтавських залізничних майстерень. На знак протесту проти затримки виплати заробітної плати вони припинили роботу. Налякана адміністрація тимчасово закрила майстерні, 50 робочих звільнено з роботи.
Для вивчення природи краю багато зробив у ці роки засновник сучасного ґрунтознавства В. В. Докучаєв, який працював у місті з 1888 по 1894 рік, його учні В. І. Вернадський, К. Д. Глінка і Ф. Ю. Левінсон-Лессинг.
На той час в місті була одна земська соматична лікарня та одна психіатрична. В соматичній лікарні налічувалося 300 ліжок для хворих, у психіатричній — 335, в колонії для психічно хворих — 560. В цих лікарнях працювало 18 лікарів, 45 фельдшерів та акушерів і 46 сестер-жалібниць. У лютому 1883 року лікар земської лікарні М. П. Коробкін вперше в Російській імперії здійснив операцію на легенях, врятувавши життя безнадійно хворої дівчинки. У роботі земської лікарні після 1871 року активну участь брав вчений, хірург і громадський діяч М. В. Скліфосовський, який жив тоді у с. Яківцях під Полтавою (нині це вже територія міста); тут він і похований. З 1886 року психіатричну лікарню в місті очолював О. Ф. Мальцев, у 1890 році він організував колонію для психічно хворих з безплатним лікуванням.
Полтава, яка поряд з Харковом була колискою українського професіонального реалістичного і демократичного театру, з 1890-х років, після деякого послаблення утисків української культури, знову почала набувати слави театрального міста. Тут часто гастролювали трупи під керівництвом П. К. Саксаганського, М. Л. Кропивницького, М. К. Садовського. полтавці і жителі навколишніх сіл, що часто приїздили на вистави, мали змогу познайомитись також із творчістю таких видатних митців, як М. К. Заньковецька, І. К. Карпенко-Карий, І. О. Загорський, Г. П. Затиркевич-Карпинська тощо. В репертуарі цих труп були кращі твори тогочасної драматургії.
У нерозривному зв'язку з театром розвивалось музичне мистецтво. Ще на початку 1870-х рр. для підготовки церковних регентів у місті були створені т. зв. синодальні регентські курси. Керував ними відомий на той час композитор, автор опери «Богдан Хмельницький» П. А. Щуровський. Учнями Щуровського були вчитель хорового співу Г. П. Гладкий, автор першої музики на слова шевченківського «Заповіту», та І. М. Різенко, згодом відомий полтавський хормейстер.
Протягом 44 років з 1848 року у місті жив український музикознавець, педагог і композитор А. В. Єдлічка — автор однієї з перших редакцій музики до «Наталки Полтавки». Зібрані ним записи українського фольклору використовував у своїх творах М. В. Лисенко та інші композитори. На початку XX ст. у місті було організовано симфонічний оркестр, музичну школу.

Успішно розвивалося в Полтаві і образотворче мистецтво. В одному з мальовничих куточків міста біля ботанічного саду до наших днів зберігся будинок, що належав художникові В. О. Волкову. Тут у [1880-х рр. часто бували Г. Г. М'ясоєдов — один з організаторів Товариства пересувних художніх виставок (з середини. 1890-х років, близько 20 років, він прожив у Полтаві), І. К. Зайцев, який з 1846 року працював викладачем малювання в кадетському корпусі, уродженець міста, відомий художник М. О. Ярошенко, що вчився в кадетському корпусі.
- У вересні 1891 року з ініціативи В. В. Докучаєва в місті було відкрито краєзнавчий музей. Першими експонатами музею стали збірки В. В. Докучаєва з ґрунтознавства, ґрунтові карти — 4 тис. зразків ґрунтів, 500 зразків гірничих порід, великий гербарій. 1906 року музей збагатився новим коштовним дарунком К. М. Скаржинської, що складався з понад 20 тис. експонатів з археології, історії, етнографії, великої бібліотеки стародруків тощо. Значні збірки експонатів з етнографії передав музею в 1907 році П. П. Бобровський. Уже до свого десятиріччя музей мав природничий, сільськогосподарський, археологічний та етнографічний відділи. Спочатку він містився у невеликому флігелі на подвір'ї земства, а в 1902 році частину експонатів перевезли у споруджений міською управою будинок Просвітительського товариства ім. М. В. Гоголя (нині тут — Державний архів Полтавської області). Коли ж у 1904 році було зведено новий будинок губернського земства, мансарду його теж передали музею. Працівники музею проводили значну роботу по вивченню природних багатств краю та поширенню природничих знань серед населення губернії.

У 1891 році в залізничних майстернях знову вибухнув страйк у зв'язку із запровадженням нових правил найму, які значно погіршували становище і умови праці залізничників. Робітники домагалися скорочення робочого дня і скасування в «Правилах» параграфів, які ставили їх в умови арештантського режиму. Начальство вимушене було піти на поступки.
- Марко Кропивницький
- Микола Садовський
- Марія Заньковецька
- Іван Карпенко-Карий
- Панас Саксаганський

У 1892 році в полтавському театрі працював відомий діяч української культури М. Л. Кропивницький. В його групу входили корифеї українського театру Микола Садовський, Марія Заньковецька, Іван Карпенко-Карий, Панас Саксаганський. Вперше на сцені полтавського театру з величезним успіхом пройшла п'єса Панаса Мирного «Лимерівна» в постановці Кропивницького.
За даними першого Всеросійського перепису населення 1897 року, в місті проживає 53 703 особи, в тому числі чоловіків — 28 390, жінок — 25313. У повіті проживає 227795 осіб, з них чоловіків — 114 167, жінок — 113 628. Грамотних в Полтаві 48,6 відсотка, в повіті — 21,3 відсотка.
21 червня 1897 року в Полтаві народився Ю. В. Кондратюк (Олександр Гнатович Шаргей), видатний український вчений-винахідник, один із піонерів ракетної техніки і теорії космічних польотів, автор книги «Завоювання міжпланетних просторів».
Восени 1900 року на постійне проживання в Полтаву приїхав російський письменник, публіцист, громадський діяч українського походження Володимир Короленко.
В 1903 році Полтава була поділена на три частини: Міську, Заполтавську і Подільську. Будинки в місті здебільшого були дерев'яні, без жодних прикрас, ретельно вимазані і вибілені, майже при кожному будинку був сад. Кам'яні будівлі були зосереджені в центрі міста, передмістя мали сільський вигляд і відрізнялися великою кількістю садів. У місті було дев'ять площ і 36 вулиць, вимощені бруківкою були тільки центральні.
Визначною подією в культурному житті не тільки Полтави, а й усієї України було урочисте відкриття тут пам'ятника І. П. Котляревському, першого пам'ятника українському письменникові в Російській імперії, яке відбулося 30 серпня 1903 року. В підготовці цього святкування величезну роль відіграв Панас Мирний та інші громадські та культурні діячі Полтави. До міста з цієї нагоди прибули видатні письменники, артисти, вчені, громадські діячі — М. М. Коцюбинський, Леся Українка, С. В. Васильченко, В. С. Стефаник, Олена Пчілка, М. П. Старицький, В. І. Самійленко, Б. Д. Грінченко, О. Я. Єфименко, М. В. Лисенко, М. К. Садовський, І. К. Карпенко-Карий, М. Л. Кропивницький, Г. М. Хоткевич та інші, які виступали з привітаннями і промовами.
Святкування почалося 30 серпня з відвідання могили Котляревського та встановлення на ній надмогильного обеліску. Потім усі рушили до бульвару (тепер вул. Котляревського), де було встановлено пам'ятник письменникові (автори пам'ятника — відомий скульптор Л. В. Позен та архітектор О. І. Ширшов). В організації і проведенні літературно музичного ранку та вистави «Наталка Полтавка» брали участь найкращі представники українського театру та музики. Так, музичною підготовкою всіх виступів керував видатний український композитор М. В. Лисенко. Виконавцями драматичних творів І. П. Котляревського були М. Л. Кропивницький, І. К. Карпенко-Карий, М. К. Садовський, С. В. Тобілевич та інші визначні артисти.
У 1903 році в Полтаві з нагоди відкриття пам'ятника І. П. Котляревському була влаштована виставка творів українських художників. Друга така ж виставка відбулася в 1906 році, з нагоди закінчення будівництва будинку Полтавського земства (тепер тут Полтавський краєзнавчий музей). Автором проєкту цього будинку був відомий архітектор-художник В. Г. Кричевський. Проєкти орнаментальних розписів і картини для будинку: «Вибори полковником Мартина Пушкаря», «Чумацький Ромоданівський шлях» та «Козак Голота» виконував видатний український живописець-реаліст С. І. Васильківський, а різьбу по дереву — відомий різьбяр з Диканщини П. Ф. Юхименко.

#### Революція 1905—1907років
Полтаву не обминули й події революції 1905—1907 років. 2 лютого 1905 року відбувся страйк робітників 7 махоркових та тютюнових фабрик, а також фабрики аптекарських трав. Усього страйкувало цього дня 900 робітників. Вони вимагали 8-годинного робочого дня, обов'язкового страхування від нещасних випадків і при непрацездатності (через хворобу, старість), збільшення заробітної плати від 15 до 50 % тощо.
1—2 травня 1905 року відбулися нові страйки на підприємствах, були також проведені маївки за містом. Поряд з економічними вимогами робітники висували й політичні: святкування Дня праці, свобода страйків, свобода слова, недоторканність особи тощо. 2 і 4 травня в місті страйкувало більше як 2 тис. залізничників. 2 травня близько 300 робочих депо Полтава-Сортувальна припинили роботу й направились в залізничні майстерні.
30 травня, під час засідання надзвичайного губернського земського зібрання, на хорах, де сиділи громадяни, що прийшли послухати промови земських гласних, почулися вигуки: «… Ми вимагаємо припинення кровопролиття!… Геть самодержавство! Геть царя!». З гаслами «Геть самодержавство! Хай живе свобода, революція!».
На головній вулиці міста, нині вулиця Соборності, соціал-демократи створили т. зв. «біржу», де відбувалися зустрічі партійних активістів, агітаторів, обговорювались поточні питання, поширювались листівки та брошури, надруковані у підпільній друкарні. 4 вересня козаки й поліція з оголеними шаблями накинулися на «учасників біржі» і почали розганяти їх. На знак протесту соціал-демократи підійняли червоний прапор. Почали виступати оратори, залунали пісні: «Марсельєза», «Сбейте оковы и дайте свободу» та заклики «Геть самодержавство!».
10 жовтня 1905 р. розпочався страйк полтавських залізничників. Згодом до них приєдналися робітники міських підприємств та учні середніх навчальних закладів. 12 жовтня відбувся великий мітинг полтавських залізничників у т. зв. «Канаві» — складальному цеху паровозоремонтних майстерень. 13 жовтня залізничники послали свою делегацію спеціальним поїздом до Харкова, на з'їзд представників страйкуючих залізниць. 15 жовтня застрайкували поштовики. Весь день 17 жовтня робітники проводили на вулицях, влаштовуючи мітинги.
18 жовтня 1905 року робітники Полтави, зібравшись на площі біля готелю Воробйової (ріг теперішніх вулиць Небесної Сотні, Європейської та 1100-річчя Полтави), вирішили звільнити заарештованих. З революційними піснями вони пішли до в'язниці, відкрили ворота, роззброїли наглядачів, позбивали замки з камер та звільнили політичних в'язнів. Але прислані сюди козаки та солдати жорстоко розправилися з демонстрантами.

#### Між двома революціями
У 1906 році, маючи на меті організувати перший український стаціонарний театр у Києві, М. К. Садовський обрав Полтаву для попереднього навчання трупи і підготовки репертуару. Активно включилися в роботу театру і полтавські та ніжинські аматори. 15 вересня 1906 року трупа і розпочала тут свій перший сезон виставою І. К. Карпенка-Карого «Мартин Боруля». Надалі актори цього театру, працюючи постійно у Києві, часто приїздили до Полтави на гастролі.
В 1906 році лубенська поміщиця, громадська діячка Катерина Скаржинська передала в дар музею Полтавського губернського земства понад 20 тисяч цінних експонатів, архів рукописів і наукову бібліотеку. В цьому ж році в місто для вдосконалення російської приїхав вихованець російського відділення учительського інституту в Назареті (тоді Османська імперія) Михайло Нуайме. До 1911 року він навчався в Полтавській духовній семінарії.
В 1909 році з нагоди 200-річчя Полтавської битви було споруджено кілька пам'ятників: Пам'ятник славним захисникам Полтави і коменданту фортеці Олексію Келіну, Шведам від росіян і Шведам від шведів, обеліск поблизу місця переправи російських військ на правий берег Ворскли. На місці, де колись стояла старовинна Сампсоніївська вежа, було споруджено Білу альтанку.
7 червня 1909 року був урочисто відкритий Петровський парк. Він був створений під безпосереднім керівництвом садівника І. М. Орловського, який багато зробив для озеленення міста.
Розвиток освіти серед населення міста в другій половині XIX та на початку XX століття був повільним. Трудящих змушували задовольнятися церковнопарафіяльними початковими, а в кращому випадку — двокласними початковими школами чи вищими початковими училищами. За даними першого всеросійського перепису, в Полтаві письменних було 39,8 %, в тому числі серед жінок —27,74 %. 1910 року кількість письменних зросла до 56 %. На 1916 рік у місті діяли такі навчальні заклади: учительський інститут, відкритий з 1 вересня 1914 року, інститут шляхетних дівчат, кадетський корпус, реальне та комерційне училища, 8 гімназій, професійні школи: фельдшерська, садівництва, училища — ремісниче, землемірне, для сліпих дівчат, три навчальних заклади духовного відомства 6 земських шкіл, 27 церковнопарафіяльних та 19 єврейських — початкових і хедерів.
Було також 5 клубів та 9 бібліотек. У п'яти з них з читачів брали плату. До того ж бібліотеки були засмічені монархічною та релігійною літературою. Слід підкреслити, що на бібліотеки міська управа і земство витрачали 500 карбованців, а «на наймання, ремонт та утримання арештних приміщень» на 1915 рік земство асигнувало 37 907 крб. 61 коп.
За переписом населення 1910 року в Полтаві з кварталами за межами міста і передмістями налічувалось 11 420 господарств, населення — 55986 осіб. У самому місті, без околиць і передмість, всіх господарств — 10 333, населення з найманими робітниками — 49 956 осіб. У Полтаві діяв чавуноливарний завод, махоркова, макаронна і ковбасна фабрики, паровий і сім вальцьових млинів, винокурний і пивоварний заводи, два заводи штучних мінеральних вод з механічними двигунами, три електричних ковбасних підприємства, очисний винний завод, дві слюсарно-механічні майстерні, дві чавуноливарні механічні майстерні, дві електричні друкарні.
Значно активізували свою діяльність соціал-демократи Полтави в роки нового революційного піднесення. Вже в 1911 році М. Заславський намагався відновити нелегальну партійну організацію серед залізничників і налагодити поширення в Полтаві революційної літератури.
У вересні 1913 року було відкрито Полтавський учительський інститут. На перший курс було прийнято 26 осіб, в числі яких був і А. С. Макаренко.
Перед Першою світовою війною в Полтаві було 53 значних підприємства, не рахуючи залізничних майстерень, паровозного та вагонного депо, з них з паровими двигунами 35 — чавуноливарний, винокурний, крохмальні, олійні, маслоробні, цегельні заводи, фабрики — тютюнові, макаронна, ковбасні та інші, друкарні і т. ін. Загальна вартість продукції цих підприємств, за далеко неповними і неточними даними, становила — без залізничних підприємств і млинів — понад 6 мільйонів карбованців. На підприємствах і в кустарних майстернях міста працювало понад 6 тис. робітників, при загальній кількості населення — 60 131 чоловік.
Більшість населення жила на в дерев'яних мазаних будівлях із солом'яними стріхами. У будинках у центральній частині міста з'явилася електрика, забруковувалися центральні вулиці. Також центральні вулиці почали освітлювалися електричними ліхтарями, частина вулиць також освітлювалася, але газовими ліхтарями. В центрі міста з'явився водогін, інші райони користувались колодязями. Каналізації на той час в місті ще не було.
- Пам'ятник Келіну.
- Біла альтанка на старовинній світлині.
- Симон Петлюра.

## Українська революція
Після виступів та демонстрацій місцевої РРСіЧД до міста задля укріплення порядку ввели 4-й Житомирський резервний полк. На ділі ж порядок допомагають підтримувати офіцери та юнкера евакуйованого до Полтави Віленського училища котрі заявляють про підтримку Української Центральної Ради (УЦР).
22 та 27 серпня відповідно грабіжниками вбито племінницю Гоголя М. В. Рахубівську та командуючого Полтавської місцевої бригади УЦР генерала Кіндрата Ждановича.
23 вересня полтавські залізничники підтримали загальнонаціональний страйк вимагаючи підвищення заробітної платні.
7 жовтня до Полтави прибула колекція Миколи Ярошенка котра була передана місцевій галереї згідно заповіту.
12-14 листопада відбулися вибори до Всеросійських Установчих зборів.
Увечері 15 грудня в готелі «Європейський» вбито командувача військами полтавського гарнізону Юрія Ластівченко. Після цього українці оточили будинок губернатора і застосувавши кулемети розігнали Раду робочих депутатів.
За добу 16 грудня в місті оголошено військовий стан.
22 грудня головою Полтавської губернської земської управи обрано М. Д. Токарівського.
24 грудня з Києва прибув наказ про розформування Кадетського корпусу.
31 грудня поновив діяльність РРСіЧД.
Важливий для дослідників щоденник з описом цих та інших подій Української революції залишив полтавський лікар Олександр Несвіцький

## Більшовицька окупація. Боротьба із російськими окупантами 1920—1923 рр
1920 року встановилася російська комуністична окупація.
Навесні 1920 р. селяни одержали, нарешті, поміщицьку землю в повному обсязі (т. зв. трудова норма на Полтавщині склала 15-20 дес. на пересічне господарство). Однак продрозкладка й розколювання села за допомогою комнезамів різко знизили підтримку влади основною масою селянства. В останні місяці 1920 р. і в перші місяці 1921 р. антирадянський рух не тільки не припинився, але й набув ще більшого розмаху. Внаслідок цього діяльність органів радянської влади на селі була фактично паралізована. На придушення «політичного бандитизму» більшовикам довелося кинути дві третини реґулярних військ РСЧА
Свідчення 2. З офіційних даних Полтавського губному КП(б)У (19 грудня 1924 р.):
«…на Полтавщині з 1920 р. по 1923 р. було політичних і кримінально-політичних банд до 200, що нараховували понад 10000 чоловік».
Свідчення 3. Уривки з офіційних звітів Полтавського губвиконкому (1921 p.):
«Громадянська війна на селі розпочалася», «Повітові виконкоми зайняті боротьбою з бандитизмом», «У Полтавському повіті всі волості і сільські виконкоми зруйновані», «Товариші, котрі працюють у місті, бояться виїздити в повіт без збройної сили».
Нова хвиля антирадянських повстань покотилася повітами Полтавщини у березні 1921 р. Практично повсюди діяли партизанські формування, чисельність яких нерідко сягала сотень багнетів і шабель. Найбільшими були загони отаманів Андрія Левченка, Петра Погорілого, Якова Андру-щенка в Кобеляцькому, Леонтія Христового і Максима Мандика в Гадяць-кому, Дмитра Боровика в Чутівському, Гаврила Куреди (Чорного) в Переяславському і Золотоніському, Сергія Греся в Лохвицькому повітах. Активно діяли десятки невеликих мобільних повстанських загонів. Активізації повстанського руху на Полтавщині сприяли останні рейди Н. Махна.
Боротьба повстанців із більшовицьким режимом відзначалася жорстокістю і безкомпромісністю з обох боків. Узагальнюючих даних про кількість жертв цієї боротьби в 1921—1922 pp. немає. Але й фраґментарні відомості вражають. Протягом 1921 р. повстанці знищили на Полтавщині одних лише продаґентів і продзаготівельників майже 400 чоловік. А кількість вбитих у боях та розстріляних органами влади повстанців становила понад 750 осіб.
Свідчення 4. Начштабу і заступник голови Ради Революційної повстанської армії України (махновців) Віктор Білаш:
«…бійці так стомилися, так занепали духом, що не будь червоного терору, готові були розійтися по домівках. В армії їх утримувала не так ідейна боротба з Радвладою, як несправедливість влади, репресії і боязнь чека. Якби не це, махновщина на другий день після вранґелівщини припинила б своє існування. Батрацька група, яки раніше вірила в махновський „соціалізм“, нині майже вся покинула махновщину і стала об'єдуватися в ко-незами. Інші селянські групи (бідняки, середняки, куркулі), що завжди шукали у махновщині захисника, також були розчаровані…»
Уклавши угоду з більшовиками, Н. Махно здійснив два рейди по тилах П. Врангеля (четвертий і п'ятий рейди: 22-24, 26-31 жовтня 1920 р.) і знаменитий Кримський (шостий) рейд 2-15 листопада 1920 р. Після «чорної зради» більшовиків 26 жовтня 1920 р. Н. Махно знову підійняв проти них зброю. Дочекавшись виходу в розташування головних сил Кримської групи (сьомий рейд: 26 жовтня — 6 грудня 1920 p.), Н. Махно відновив рейди у більшовицьке запілля (восьмий рейд: 20 грудня 1920 — 15 лютого 1921 pp.; дев'ятий рейд: 29 травня — 8 липня 1921 p.; десятий рейд: 9 липня — 27 серпня 1921 p.).
Маневруючи в оточенні реґулярних червоних військ, Н. Махно виявив неабиякі здібності полководця. Його марш-маневри були вражаючі за швидкістю і сміливістю. На одному місці махновці більше дня чи ночі не затримувалися, щоб не потрапити в оточення. У випадку невдачі проривалися дрібними групами, зарані визначивши місце збору. Більшовицькі стратеги називали воєнні дії проти Н. Махна «битвою лева з хмарою комарів». Удар лев'ячої лапи розсіював хмару без особливої шкоди для неї або марно розсікав повітря, а хмара купчилася в іншому місці. Воюючи проти вчорашніх союзників, Н. Махно широко оповіщав амністію червоноармій-цям і безжальну розправу з командирами і комісарами.
В цей час повстанці-махновці налічували у своїх лавах 15 тис. бійців, здебільшого кіннотників і кулеметників на тачанках. Відчутні втрати у безперервних боях із переважаючими силами противника, фізична і моральна втома знизили боєздатність армії.
Тому було ухвалено рішення вийти в рейд на Херсонщину і Київщину для пошуку союзників і продовольчої бази та пропаганди ідей Третьої Соціальної революції. 20 грудня 1920 р. 5-тисячний загін махновців вийшов із с. Заливне і наступного дня по льоду переправився на правий берег Дніпра. На розгром повстанців були кинуті кращі військові сили: 1-ша Кінна армія і корпус Червоного козацтва. Однак зусилля червоних командирів не увінчалися успіхом. Упіймати Н. Махна не вдалося. Навпаки, у швидкоплинному бою біля с. Бучки махновці полонили і розстріляли командира 14-ї дивізії О. Я. Пархоменка.
Н. Махно.
Подолавши з боями 500 верст, повстанці 6 січня 1921 р. досягли с. Межиріч. Незважаючи на сподівання, великих повстанських загонів на Київщині, здатних поповнити армію, не виявилося. На нараді командирів було прийняте рішення продовжити рейд територією Полтавщини. 7 січня Н, Мах-но переправив своє поріділе військо (3 тис. чол., 200 кулеметів, 6 гармат) через Дніпро південніше Канева. 8 січня махновці з боєм зайняли с. Піщане за 15 верст від Золотоноші. Звідти головні сили махновців рушили на Оржицю. їх переслідувала 8-а дивізія Червоного козацтва, перекинута з Київщини залізницею і висаджена з ешелонів між Гребінкою і Золотоношею. Відірвавшись від переслідувачів, махновці 21 січня досягли Оржиці і рушили далі на схід. Неподалік від Хорола вони потрапили в оточення. Шлях перетинав крутий залізничний насип, перейти через який можна було тільки біля переїзду, де курсував бронепоїзд. Із флангів і тилу махновців охоплювали кіннотники 14-ї будьоннівської дивізії, зведеного загону Г. Котовського і червоних козаків. Однак Н. Махно знайшов вихід.
Свідчення 5. Комбриг Червоного козацтва І. Дубинський:
«У його штабі знайшлося посвідчення на ім'я командира взводу 84-го полку 14-ї дивізії. З цим документом ординарець батька примчав до бронепоїзда. Пред'явивши документ, підвів командира до амбразури. Показав на махновців, які наближалися:
— Це наші. А там, — повів пальцем у бік будьоннівців — махновці. Коні наші зморені, до атаки не здатні. Так що начдив просить вдарити ураганним… поки пройдемо. За переїздом станемо… будемо чекати червоних козаків…
Простодушний командир бронепоїзду попався на махновський трюк. 1 цього разу анархо-бан-дити вирвалися із ретельно приготовленої для них пастки…»
Свідчення 6. Командарм 1-ї Кінної С. Будьонний:
«…Вже майже місяць ганялися ми за Махном, а суттєвих результатів не досягли. Стан гострої роздратованості охоплював мене. Протягом десяти днів війська фронту розгромили багатотисячну реґулярну армію Врангеля з могутнім озброєнням, а тут тіж самі частини фронту не можуть справитися з якоюсь бандитською ватагою. Нам було соромно дивитися один на одного…»
Із Бірок один загін махновців пішов до Миргорода, а головні сили рушили на північ. Через Лютеньку-Веприк-Липову Долину, а потім через Недригайлів-Терни-Віри-Річки махновські загони вийшли до району, який контролювали повстанці O.G. Антонова. Через політичні розбіжності союз двох найбільших антибільшовицьких повстанських армій не склався. Повернувши на південний схід, махновці пройшли територією Курської, Воронезької і Харківської губерній до с. Берестове біля Ізюма, де 15 лютого 1921 р. закінчили свій зимовий рейд. Здолавши 2-тисячоверстний шлях, армія виснажилася. В її лавах залишилося бл. 2000 шабель з 2 гарматами і 50 кулеметами, майже без боєприпасів. Замість укрупнення, армія розпалася на дрібні загони. До весни 1921 р. Н. Махно маневрував територією Таврійської і Катеринославської губерній, а потім пішов у підпілля.
29 травня 1921 р. реорганізований штаб Революційної повстанської армії (штарм) повів махновців у новий рейд на Полтавщину. Кіннота та посаджена на тачанки піхота, долаючи на день десятки кілометрів, стрімко пройшли через Павлоградський, Новомосковський повіти Катеринославської губернії і увірвалися на територію нашого краю. Загальна кількість бійців під командуванням штарму не перевищувала 2000 шабель і 3000 штиків при 300 кулеметах і 12 гарматах. Пройшовши Сахновщину, повстанці 31 травня зайняли Мачухи і Решетилівку, за кілька верств від Полтави. У губернському центрі виникла паніка. Поява махновського з'єднання в районі полтавських цукрових заводів неабияк стурбувала радянське командування. Проти махновців були кинуті реґулярні війська з бронепоїздами, в тому числі 8-а дивізія Червоного козацтва. 2 червня група повстанців здійснила наліт на Зіньків, а головні сили зайняли Шишаки.
Під час рейду махновці за підтримкою місцевих повстанських загонів на короткий час захоплювали села і навіть повітові центри, розганяли органи радянської влади, роздавали селянам із гамазеїв і складів заготовлений за продрозкладкою хліб.
Свідчення 9. Із інформаційного зведення Полтавського губвиконкому (7 липня 1921 р.):
«В Кобеляцькому повіті політстан після рейда банд Махна, Щуся, Марусі надзвичайно важкий, настрій селян пригнічений, влади на селі майже немає. На місцях зруйнована всі радянська і продовольча робота. Немає зв'язку з чотирма волостями… Банди оперували в Царичанській, Кустопавлівській, Велико-Кобе-ляцькій волостях. Прийшовши в Нові Санжари, пішли в Полтавський повіт. Всього бандами залишено жертв близько 22 чол.
Миргородський повіт. Зв язок з усіма волостями, крім трьох. Через Решетилівку пройшла банда Махна на чолі n'ятірки із Щуся, Махна, Тарановського, Кусенка і Хоми. <…> В Успіивииькій волості бандою захоплено 15 коней: іншим волостям завдано значних збитків, поки що не підрахованих…»
«Неймовірні трюки і бої» (В. Білаш) на теренах Полтавщини продовжувалися до 4 липня 1921 р. Попри величезну перевагу червоних військ оточити й знищити Н. Махна не вдалося. Маневрені загони махновців прорвали червоні заслони і, перейшовши Роменський, Гадяцький, Зіньківський повіти, на початку липня залишили територію Полтавщини. 8 липня рештки махновської армії (800 шабель, 700 штиків, 72 кулемети) відступили на територію Харківської губернії, де 8 липня закінчили свій рейд. У зв'язку з посухою і голодом ситуація для махновської армії влітку 1921 р. ускладнилася. Оголошена більшовиками амністія й обіцянка влади скасувати продрозкладку призвели до того, що значна частина активних учасників руху стала відходити від махновщини.
Не змиряючись з поразкою, 9 липня 1921 р. Н. Махно виступив у останній рейд в ім'я анархії. Він був упевнений, що збере нові повстанські сили на Дону і Волзі. Але голод у цих районах змусив його повернутися назад. Через Старобіль-щину, Ізюмщину і Костянтиноградщину Н. Махно пішов на Захід. В районі Сах-новщини до махновців приєднався загін Іванюка (100 чол.). Пройшовши Кобеляцький повіт, 16 серпня 1921 р. Н. Махно переправив біля Переволочної через Дніпро рештки своєї армії: 300 чол. із 4 кулеметами. В сутичці з комнезамами у с. Мишурин Рік батько одержав 11-те тяжке поранення. Подальший рейд нагадував втечу. 27 серпня 1921 p. H. Махно з кількома десятками соратників переправився через Дністер на територію Румунії.
Боротьба з селянським повстанським рухом стала для радянського уряду першочерговою і однією з найгостріших проблем. 8 грудня 1920 р. голова РНК УСРР X. Раковський, командуючий військами М. В. Фрунзе і секретар КП(б)У В. М. Молотов затвердили т. зв. «Стислу інструкцію по боротьбі з бандитизмом на Україні». «Стислий» документ містив 55 пунктів, причому майже всі вони закінчувалися погрозами: розстріляти, конфіскувати, знищити. 19 лютого 1921 р. була створена Постійна нарада по боротьбі з бандитизмом при Раді Народних Комісарів УСРР. На місцях, зокрема в Полтавській і Кременчуцькій губерніях, створювались губернські постійні наради на чолі з головами губвиконкомів. Членами нарад були секретарі губкомів КП(б)У, губвоєнкоми, голови ЧК (з 1922 р. — ДПУ).
Губернські постійні комісії по боротьбі з бандитизмом координували операції військ та каральних органів по ліквідації повстанських загонів, здійснювали загальний нагляд за станом охорони підприємств, складів і залізниць в межах губерній, керували формуванням частин особливого призначення (ЧОП) з комуністів і комсомольців, загонів комітетів незаможних селян (КНС), спрямовували діяльність ревтрибуналів при військових частинах, які переслідували повстанців.
Свідчення 12. З інструкції ДПУ УСРР про методи боротби з повстанським рухом (1922 p.):
«Існує два методи: активна І пасивна боротьба. До методів активної боротьби з бандитизмом необхідно віднести: 1.Організація летючих рухомих винищувальних загонів і окремих груп, що мають завдання знищення живої активної збройної сили супротивника. 2-Ліквідація підпільних організацій, осередків, що підживлюють і керують бандитизмом.
3.Викачування зброї серед селянського населення.
До методів пасивної боротьби відносяться:
1.Організація широкої Інформаційної та агентурної мережі на селі. 2.Вербовка інформаторів з числа амністованих бандитів.
З.Засилка сексотів у оперуючі банди з аґентурноінформаwійною метою, а іноді для активної боротьби серед них, вбивство главарів банд, розклад залишків їх і схиляння до добровільного переходу рад-влади.
4.Введення інституту заручників. 5.Розклад бандитизму і підрив його авторитету в очах населення, шляхом проведення посилено? аґітаційної роботи на селі».
Для боротьби з повстанцями на Полтавщині зосереджувались значні збройні сили: 7-а Володимирівська та 25-а стрілецькі дивізії, 14-а Полтавська піхотна школа комскладу, частини військ внутрішньої охорони, Полтавська бриґада частин особливого призначення, міліцейські підрозділи, загони ЧК та комітетів незаможних селян.
Із літа 1921 p., повстанський рух на Полтавщині став затухати. Відмова більшовицької верхівки від політики «воєнного комунізму» сприяла поліпшенню стосунків трудового селянства з радянською владою. Далася взнаки і дія закону ВУЦВК від 3 березня 1921 р. про амністію повстанцям, які добровільно складуть зброю. Чимало селян скористались цим законом і повернулися до мирного господарювання. І все ж у кін. 1921 р. — на поч. 1922 р. повстанський рух у Полтавській і Кременчуцькій губерніях залишався найсильнішим на Лівобережній Україні. За даними ДПУ, станом на 1 січня 1922 p., незважаючи на сувору зиму, на Полтавщині оперували 15 повстанських загонів чисельністю від 20 до 50 бійців. Із настанням весняного тепла кількість загонів зросла.
У 1922—1923 pp. великою мірою змінилась тактика дій повстанців. Вони уникали нападати на військові частини, повітові міста і великі села. Удари тепер наносились по хлібозаготівельних пунктах, залізничних складах, комунах, вчинялись диверсії на транспорті, напади із засідок на невеликі групи військовиків, міліціонерів, сільських активістів. Відповідно змінювались і методи боротьби з повстанським рухом. Якщо в 1920 р. така боротьба розумілась каральними органами лише як необхідність знищення живої сили супротивника і зводилась до безсистемних переслідувань повстанських загонів мобільними частинами Червоної армії, то з кінця 1921 р. поряд із військовими операціями, посилюється робота по внутрішньому розкладу повстанського руху. З цією метою серед селянства та безпосередньо в самих загонах насаджувалась аґентура ДПУ (секретні співробітники — «сексоти»). Вони повідомляли про місця дислокації і пересування повстанців, розпалювали серед них чвари, сіяли зневіру в можливості перемоги в боротьбі з радянською владою.
Нова тактика дозволяла більшовикам більш вдало проводити облави, обшуки та каральні акції. У липні 1923 р. за «наводкою» чекістської аґентури були розгромлені основні сили гадяцьких повстанських загонів Л. Христового і М. Мандика. Сам Л. Христовий був тяжко поранений, а згодом убитий. У січні наступного року частини 57-го полку знищили загони П. Погорілого та А. Левченка. Отаман П. Погорілий тоді загинув, а А. Левченку вдалося втекти, але у квітні 1922 р. чекісти схопили його в Катеринославі і згодом розстріляли.
Серйозним ударом по повстанському рухові став розгром у 1921—1923 pp. національно-патріотичного підпілля на Полтавщині. Наприкінці липня 1921 р. органи ЧК викрили підпільну організацію учнів учительської семінарії в Пирятині. її учасники влаштували конспіративні зібрання в лісі й накопичували зброю для повстанців. Восени того ж року чекісти заарештували понад 50 членів підпільної організації в Чутовому. Влітку 1922 р. у с. Красносельце Кременчуцької губернії ДПУ розгромило підпільну організацію під назвою «1-й Український полк імені Симона Петлюри».
У 1923 р. було ліквідовано ще кілька підпільних організацій, серед них «Лубенський повстанський комітет» на чолі з учителем С. В. Ковалев-ським. Організація, до складу якої входили вчителі, студенти, колишні офіцери, підтримувала зв'язки із закордонним урядом УНР, із часом мала підняти на Лівобережжі масове антирадянське повстання та очолити тут всі збройні повстанські формування. Тоді ж викрито підпільну організацію «Українсько-російський національний союз повстання проти III Інтернаціоналу». ДПУ заарештувало керівників організації П. Ф. Чергинце-ва і Б. А. Михайловського та 17 рядових членів. При обшуку була вилучена зброя, знаряддя друку, чисті бланки з печатками, велика кількість прокламацій, плани Полтави з позначенням у місті військових частин, списки установ і відповідальних партійних і радянських працівників. Все це мало бути використане під час масового антирадянського повстання.
У серпні 1923 р. була ліквідована підпільна повстанська організація в Краснограді на чолі з О. Г. Коломієць. Організація, що прагнула до відновлення влади Української Народної Республіки, проводила свою роботу в межах Красноградського повіту, мала зв'язок з Кременчуком і Кобеляками. Тоді ж подібні підпільні організації були викриті в Переяславі, в Золотоноші, в селах Бреусівка Кобеляцького, Безручки і Жуки Полтавського повітів. Ці організації налічували по 20-25 чол. із числа учителів, студентів, селян. Деякі з них, наприклад, Переяслівська і Золотоніська мали зв'язки з повстанкомами в Холодному Яру, місцевими повстанськими загонами.

## Економічне життя, культура Полтави у міжвоєнний радянський період (1921—1941)
Економічні перетворення у місті здійснювалися відповідно до загальної політики комуністичної партії. 20- ті роки — час розквіту НЕПу (нової економічної політики). З кінця 20-х років розпочинає ться поступова індустріалізація Полтави.
Почали працювати деякі підприємства, раніше законсервовані через відсутність сировини, палива, коштів тощо. Так, восени 1924 року було пущено 59-й державний олійзавод, миловарний завод у цьому ж році збільшив кількість холодильників з 7 до 12.
1 грудня 1924 року комітет боротьби з безробіттям організував панчішну фабрику «Текстильник» (згодом — фабрика ім. 8 березня), де працювало 25 робітниць. На 1 грудня 1925 року кількість робітників тут збільшилась до 227 чоловік.
28 травня 1925 року почала працювати тютюнова фабрика, яка до жовтня цього ж року виробила 6850 ящиків махорки на суму 147 700 карбованців.
На цей час діяли майже всі промислові підприємства міста. Для підприємств у школах фабрично-заводського навчання готувалися кваліфіковані кадри. 1924 року в Полтаві було вже 28 шкіл ФЗН, де навчався 1291 чоловік. Створювались масові школи, лікнепи та школи для малописьменних. У грудні 1923 року в місті було організовано Товариство допомоги ліквідації неписьменності, вже в липні 1924 року в ньому налічувався 1251 член.
Учительські кадри готував Полтавський інститут народної освіти, створений у 1921 році шляхом об'єднання педагогічного інституту та історико-філологічного факультету — філіалу Харківського університету. На інститут був перетворений і агрокооперативний технікум (нині це Полтавська державна аграрна академія). Колишнє земське ремісниче училище реорганізували в індустріальний технікум. Агрономічні кадри готувала школа садівництва. Колишню фельдшерську школу перетворили на акушерську, відкрили педагогічне училище — пізніше його реорганізовано в технікум, торгово-промислову профшколу, кооперативну профшколу (згодом технікум) та ряд інших спеціальних навчальних закладів.
Вже в перші роки індустріалізації в місті розгорнулося значне промислове будівництво. Були розширені діючі підприємства. На початку 1927 року приступили до перетворення залізничних майстерень на паровозоремонтний завод. Тоді ж розпочато реконструкцію ремонтно-механічного заводу «Метал», який обслуговував місцеву промисловість і сільське господарство Полтавської округи: ремонтував сільськогосподарські машини, трактори, автомобілі, виробляв для панчішних фабрик панчішні та мотальні машини, які раніше ввозилися з-за кордону.
Створювались також нові підприємства по переробці сільськогосподарської продукції. В березні 1926 року стала до ладу беконна фабрика. В цьому році на ній було забито 25 тисяч свиней, а в 1927 році — 95 тисяч. Вироби фабрики на виставці в Парижі дістали найвищу оцінку. Збільшився експорт полтавського бекону (мороженої свинини, солоних окороків — у Англію, Францію, смальцю — в Нідерланди тощо).
В 1927 році розпочалось будівництво великої м'ясохолодильні, у 1928 році побудували маслозавод. 1929 року було створено Полтавський м'ясокомбінат, який виготовляв широкий асортимент харчових продуктів (м'ясо, ковбаси, харчові та технічні жири, кормові продукти тощо). Тут же був створений єдиний у СРСР струнний цех.
В роки першої п'ятирічки до ладу стали фабрики: панчішна, поліграфічна, взуття, термометрів, рукавична, закінчено реконструкцію заводу «Метал». Було збудовано олійний та миловарний заводи, реконструйовано кондитерську фабрику, паровозоремонтний завод тощо.
Наприкінці 1932 року підприємства міста виробили продукції на суму 109 млн карбованців, в той час як у 1928 році їх продукція обчислювалася у 33,9 млн карбованців. Переважала легка промисловість, питома вага якої становила 51,2 % у загальному обсязі промислової продукції міста, за нею йшла харчова — 35,9 %, а потім важка — 12,9 %.
На підприємствах міста у цей час працювало 13 024 робітники (у 1928 році — 6415 робітників).
В роки другої п'ятирічки ще більше розгорнулося промислове будівництво в місті: стали до ладу прядильна фабрика, хлібозавод, реконструювався машинобудівний завод, після консервації почав працювати шкіряний завод. Полтава перетворювалась на один із значних промислових центрів України. Всього до Німецько-радянської війни в місті Полтаві працювало 83 промислових підприємства союзного, республіканського і обласного підпорядкування. На них працювало 42 000 робітників. Проти дореволюційного часу загальний обсяг промислової продукції зріс у 20 разів. За кількістю робітників найбільшими підприємствами в 1940 році, крім залізничних, були: прядильна фабрика, де працювало 1959 чол., панчішна фабрика — 1397 чол., м'ясокомбінат — 915 чол., рукавична фабрика — 821 чол., 12-а взуттєва — 818 чол., швейна — 416 чол., поліграфічна фабрика — 370 чол., кондитерська — 254 чоловіки. З розвитком промисловості зростала і загальна кількість населення в місті. 1924 року тут проживало 75 639 чол., у 1926 — 92 515 чол., а в 1939—130 305 чоловік.
Зводились нові житлові будинки для робітників паровозоремонтного заводу на Подолі, був споруджений житловий масив прядильно-трикотажної фабрики — на розі вулиць Пушкінської та Костянтинівської (нині вулиці Юліана Матвійчука та Симона Петлюри), для робітників панчішних фабрик — на розі Жовтневої вулиці та площі Леніна (нині вул. Соборності й площа Конституції) та на розі вулиць Котляревського й Пушкінської, а на Сінній площі (нині майдан Незалежності) та Павленківській площах — для робітників заводу «Метал» тощо. Вже на початок 1930-х років в межі Полтави увійшли навколишні села Пушкарівка, Мала Рудка, Кулики, Нижні Млини, Дублянщина тощо. Було прокладено водопровід, споруджено каналізацію. Вулицями міста пішли перші автобуси.
Напередодні Німецько-радянської війни в місті діяли 2 науково-дослідні інститути союзного значення — кормів та свинарства, 3 вищих учбових заклади — педагогічний, сільськогосподарський та будівельний інститути, кілька технікумів і професійних шкіл, понад 30 середніх та неповних середніх шкіл.
Для «задоволення культурних потреб населення» в місті відкрили кілька клубів, у тому числі клуб залізничників із залом на 1000 глядачів, з бібліотекою, різними кабінетами, клуб ім. Карла Маркса для панчішників у колишньому будинку дворянського зібрання (зараз там кінотеатр ім. Котляревського), клуб ім. С. М. Кірова — для службовців радянських і торговельних установ, Будинок партійної освіти (пізніше радпартшкола) та ряд інших, де проводилась велика культурно-масова робота.
У 1926 році відбувся перший концерт капели бандуристів, створеної групою любителів-співаків у Полтаві наприкінці 1925 року. Керував цим колективом відомий композитор Гнат Хоткевич, диригентом і художнім керівником у перші роки існування капели був талановитий полтавський музикант В. А. Кабачок. 1930 року капелі присвоїли звання зразкової, а пізніше на її основі в Києві створили капелу бандуристів Української РСР, якою керував заслужений діяч мистецтв УРСР О. 3. Міньківський. Нині це Національна заслужена капела бандуристів України імені Георгія Майбороди — прославлений колектив, яким керує народний артист України Ю. В. Курач.
Було засновано стаціонарний музично-драматичний театр ім. М. В. Гоголя. Тут починали свою діяльність актори, пізніше народні артисти СРСР М. М. Тарханов, І. С. Козловський, В. С. Василько. В місті працювали також композитори В. М. Верховинець, Ф. М. Попадич.
На гастролі в Полтаву часто приїздили визначні радянські і закордонні музиканти та співаки.
Значну культосвітню роботу в місті проводили музеї. Багату експозицію мав краєзнавчий музей. У його фондах напередодні Німецько-радянської війни налічувалося 117 900 експонатів, в архіві зберігалися цінні рукописи, перші видання з історії України та Полтавщини. Працівники музею проводили розкопки скіфських та слов'янських поселень на території Полтавщини, збирали документи та інші матеріали з історії країни.
У 1928 році в будинку, де жив і працював видатний український письменник В. Г. Короленко, було відкрито літературно-меморіальний музей. Експозиція його складалася з цікавих документів, фотографій і речей, переданих рідними письменника. Літературно-меморіальний музей у 1940 році з нагоди 90-річчя з дня народження класика української літератури П. Мирного було відкрито в його будинку. Тоді ж на базі державної картинної галереї, заснованої ще в 1919 році, створено художній музей. В основу його експозиції покладено збірку картин М. О. Ярошенка. В місті було відкрито пам'ятники Т. Г. Шевченку за проєктом І. П. Кавалерідзе (1926), М. В. Гоголю (1934).

## Під час Німецько-радянської війни
Перші бої із передовими загонами німців прийняли бійці мотострілецького батальйону 132-ї танкової бригади РСЧА під керівництвом капітана О. Семенова. 18 вересня армія Рейху заволоділа містом і батальйон зайняв оборону по Ворсклі та утримував її до 28 вересня
З 18 вересня 1941 року два роки Полтава перебувала у складі німецького окупаційного утворення Рейхскомісаріат Україна. В перші дні окупації було розстріляно понад тисячу полтавців.
У ході боїв у Полтаві було знищено всі 83 підприємства, електростанцію, водогін, каналізацію, парки, вузи, школи, лікарні, дитячі заклади, кінотеатри, клуби, бібліотеки, всі установи. Збитки, завдані місту, становили 1 мільярд 137 мільйонів карбованців.
Вранці 23 вересня 1943 року з'єднання 5-ї Гвардійської армії та війська 53-ї Армії Степового фронту РСЧА витіснили німецьку армію і зайшли в Полтаву. Відновився радянський режим.
12 полтавців одержали звання «Героя Радянського Союзу».
Колишній працівник однієї з будівельних організацій міста В. М. Шепетя — учасник антинацистського повстання в «блоці смерті» табору Маутгаузен, один з небагатьох, кому вдалося врятуватися.
Герої Радянського Союзу — уродженці Полтави
- Михайло Мойсейович Геращенко, лейтенант (отримав звання Героя 17.10.43, іменем Геращенка названо одну з вулиць міста)
- Георгій Васильович Дикун, гвардії майор (отримав звання Героя 24.03.45)
- Олександр Сергійович Лютий, старший матрос (отримав звання Героя 29.05.45 — посмертно, іменем Лютого названо одну з вулиць міста)
- Віктор Арсентійович Мироненко, капітан (отримав звання Героя 03.06.44 — посмертно, іменем Мироненка названо одну з вулиць міста, встановлена меморіальна дошка)
- Володимир Миронович Ніколаєнко, лейтенант (отримав звання Героя 23.04.44 — посмертно, іменем Ніколаєнка названо одну з вулиць міста, встановлена меморіальна дошка)
- Микола Михайлович Стадничук, старший лейтенант (отримав звання Героя 17.10.43, на честь Стадничука була встановлена меморіальна дошка)
- Віктор Михайлович Штриголь, гвардії підполковник (отримав звання Героя 19.03.44)
- Олександр Федорович Щербаков, гвардії старший лейтенант (отримав звання Героя 24.12.43)
- Анатолій Іванович Якушев, гвардії майор (отримав звання Героя 23.09.44)

### Підпілля ОУН у Полтаві
З початком радянсько-німецької війни із Західної України на схід вирушили утворені ОУН похідні групи мельниківського та бандерівського спрямування, до складу яких за різними даними входило від 4 до 7 тис. чоловік. Здебільшого це були молоді люди, щирі патріоти України, які прагнули в умовах нацистської окупації згуртувати українців навколо національної ідеї і повести їх на боротьбу за свободу й незалежність своєї Батьківщини, яка потерпала під гнітом двох тоталітарних режимів — сталінського, комуністичного й гітлерівського.
Шлях похідних груп ОУН на Слобожанщину і Донбас пролягав через Полтавщину. У Києві мельниківці створили свій керівний орган — ОСУЗ (осередні та східні українські землі), який охоплював Київську, Полтавську, Чернігівську, Житомирську і Вінницьку області України. Одну з похідних груп ОУН (мельниківців) очолив Ярослав Якимець. До неї входили студенти-галичани Ярослав Лашин, Володимир Попович і Степан (прізвище невідоме). Серед учасників похідних груп були й полтавці, учасники визвольних змагань 1917—1921 років, які з різних причин опинилися на еміграції. Зокрема, протягом 17–19 липня 1941 року на схід вирушили Іван Гармаш, Григорій Падалка, Юрій і Денис Матвіїви, Іван Прохват, Степан Шахрай, Володимир Бідик та Марія Безпалова. Наприкінці вересня 1941 року до Полтави перевели голову обласного проводу ОУН на Вінниччині Василя Яворіва.
Значну роботу з виявлення і згуртування національних сил на Полтавщині провів один із лідерів ОУН мельниківської орієнтації, уродженець міста Рогатина на Галичині Богдан Онуфрик («Коник»). Одним із його завдань було формування з українських патріотів органів місцевої влади — допоміжної окупаційної адміністрації з тим, щоб ці люди стали носіями української державницької ідеї на окупованих німцями землях.
Із різних джерел, що збереглися, достеменно відомо, що українське націоналістичне підпілля у формі осередків чи симпатиків ОУН діяло не лише в Полтаві, а й Кременчуці, Лубнах, Миргороді, Пирятині, Лохвиці, Золотоноші, Яготині, Кишеньках і Малій Перещепині.
Центром національно-патріотичного підпілля мельниківського спрямування в Полтаві стала міська управа. Її очолював бургомістр Федір Борківський — колишній старшина армії УНР, особисто знайомий із Симоном Петлюрою та Євгеном Коновальцем. Проходив у справі Спілки визволення України, протягом 10 років поневірявся у Соловецькому таборі особливого призначення. Після звільнення мешкав у Полтаві на вулиці Монастирській, 15. Напередодні радянсько-німецької війни працював бухгалтером Полтавського хлібзаводу.
У Полтаві діяли підпільники ОУН як мельниківської, так і бандерівської орієнтації. Прикриттям для підпілля ОУН була робота в органах місцевої окупаційної адміністрації та тилових німецьких установах і штабах. Притулок їм давали українські патріоти, які ще залишалися живими після двадцяти років більшовицького терору. Зокрема, допомогу членам похідних груп ОУН надавала Полтавська управа Українського Червоного Хреста, у тому числі голова управи Галина В'юн та її мати Єлизавета Гришко, священник Української автокефальної православної церкви Демид Бурко та його дружина Антоніна, родини Потапенків, Потульницьких та ін.
Полтавські енкавеесівці вважали, що підпільну організацію мельниківців у Полтаві очолював Петро Петрович Дейнеко — службовець міської управи. Напередодні війни П. Дейнеко працював садівником у Полтаві, зокрема доглядав Корпусний сад. Найближчим його помічником, як вважали енкавеесівці, була Галина В'юн (у написаних у 1961 році спогадах вона про це не згадує), а активними учасниками — Андрій Багмет і Олександр Дигас. За словами М. Соколовського, мельниківцями були бургомістр Полтави Ф. Борківський, редактор обласної газети «Голос Полтавщини» Петро Сагайдачний (можливо, це — псевдо), начальник полтавської поліції, член ОУН ще з еміграції Петро Чуй та його заступник Мирошниченко, завідувач земельного відділу міської управи Микола Скрипченко, агроном Григорій Оснач, майор Червоної армії Петро (прізвище невідоме), брати Петро й Олексій Громи та ін. Із підпіллям ОУН(м) був пов'язаний і кобзар Іван Скляр.
Полтавська поліція поряд із міською управою стала основним осередком мельниківців. До складу мельниківського підпілля ОУН, як свідчив 19 жовтня 1943 року на допиті в органах НКВС Степан Грига, входило близько 30 чоловік із числа жителів Полтави та навколишніх сіл. Крім названих вище, серед них були: Костянтин Павлович Вайденко, 1893 року народження — завідувач паливним відділом міської управи; Яків Семенович Четверило, 1895 року народження, уродженець села Чорноглазівки; Пацагула — завідувач Інвалідним будинком при Добродійному відділі Полтавської міської управи; Іван Трохимович Васильченко — виконавець міської управи; Петро Васильович Грінченко — бухгалтер міської управи; Степан Степанович Грига — завідувач адресним столом міської управи, а також Петро Прокопович Марченко й Арсеній Григорович Дникало.
Бандерівці також мали в Полтаві свою «п'ятірку», яку очолювали Ярослав Мудрий («Окулярчик») та Василь Яворів («Зелений»). Вони прибули до Полтави зі Львова незабаром після приходу німців. Осідок бандерівці мали на квартирі Олександри (Олесі) Потапенко на вулиці Котляревського, навпроти скверика. Господарка квартири була донькою відомого полтавського поета Мусія Кононенка і дружиною Митрофана Потапенка — працівника споживчої кооперації, репресованого в 1937 році. Будучи членом ОУН(б), О. Потапенко працювала в Полтавській управі Українського Червоного Хреста. «Це була жертовна і відважна жінка-патріотка, — згадував пізніше М. Мартинюк, — безмежно віддана справі чинного націоналізму». Запасна явка бандерівців знаходилася в їдальні на вулиці Олександрівській, де деякий час працювала Антоніна Кушнір (навпроти нинішнього ЦУМу).
Основним завданням українських патріотів, як указувалося в доповідній записці наркома НКВС УРСР Рясного на ім'я М. Хрущова, було ведення націоналістичної пропаганди серед населення і військовополонених, яким вони доносили "ідеї боротьби з більшовиками, а також із німцями за створення «самостійної Української держави». Найбільш сприятливий ґрунт вона знаходила серед національно свідомої української інтелігенції та селянства, серед якого панували сильні антиколгоспні настрої. У числі інших завдань українських націоналістів було залучення нових членів до свого підпілля, створення фонду допомоги сім'ям репресованих комуністичним режимом людей, збір коштів для ОУН та ін.
Ідеї державної незалежності України підпільники ОУН пропагували під час збирання продуктів, грошей і одягу для радянських військовополонених, якими опікувався Український Червоний Хрест, по містах і селах Полтавщини. З цією метою вони неодноразово були в Котельві, Нових Санжарах, Опішному, Диканьці, Мачухах та ін. Організацією допомоги військовополоненим від Українського Червоного Хреста займалися Андрій Багмет та Зінаїда Потульницька — дружина протоієрея Олексія Потульницького. З дозволу окупаційної влади вони виїжджали в села, скликали сходи й закликали людей робити пожертви для українських бранців-полонених.
Український Червоний Хрест у Полтаві став легальним осередком, навколо якого гуртувалися всі національно свідомі українські елементи, у тому числі й підпілля ОУН. У своїх спогадах про співпрацю з українськими патріотами Г. В'юн писала: "Зовсім природно в колах нашого товариства знайшло значну підтримку українське національно-визвольне підпілля, очолюване тоді, як відомо, обома гілками ОУН.
Навесні 1942 року німецьке фронтове командування передало Полтавщину в управління цивільної влади — вона була включена до рейхскомісаріату «Україна». Відтоді й почалися масові репресії проти національно свідомих українців. Першими жертвами нацистського терору стали учасники Похідних груп ОУН — молоді підпільники-націоналісти, які прибули на Полтавщину з Галичини та еміграції, щоб допомогти полтавцям у будівництві національного життя. Завдяки спільним клопотанням Полтавської управи Українського Червоного Хреста та керівництва Полтавської міської управи, зокрема Борківського, перших в'язнів удалося врятувати. Але наприкінці березня 1942 року, невдовзі після Шевченківських свят, які урочисто пройшли в приміщенні міської управи, було заарештоване і її керівництво на чолі з бургомістром Борківським. Нацистська служба безпеки у одному документі писала: «У Полтаві було заарештовано мера і трьох інших осіб. Мер проводив у себе збори з прибічниками Бандери, в ході яких він пропагував ідею створення української армії для її боротьби з німецьким вермахтом». За це його і розстріляли нацистські окупанти у 1942 році.
Якщо на початку окупації України нацисти ставилися до спроб українського національного відродження з настороженістю і зневажливою байдужістю, то надалі почали вбачати в ньому джерело неприємного клопоту для себе. З весни 1942 року почалися гоніння на будь-які прояви українського національного життя. Зі шпальт українських окупаційних газет зникають публікації про героїчні сторінки минулого, зменшується кількість повідомлень про місцеве життя. Нацисти заборонили використовувати українську національну символіку, виконувати гімн «Ще не вмерла Україна», діяльність «Просвіт» та інших українських громадських організацій. Водночас посилюється пропаганда нацистської ідеології, збільшується обсяг офіційних німецьких повідомлень.
Прикриттям для вцілілих прихильників Української державності в Полтаві стала управа Українського Червоного Хреста, яку очолювала Галина В'юн. Нарком НКВС Рясний, як видно з його доповідної записки на ім'я секретаря ЦК КП(б)У Д. Коротченка, вважав її наступником керівника полтавського підпілля ОУН П. Дейнеки, де вона начебто відала організаційними питаннями. Після ліквідації німцями в липні 1942 року УЧХ деякі його функції перебрав благодійний відділ Полтавської міської управи. Офіційно відділ займався наданням матеріальної допомоги соціально незахищеним верствам населення, але його співробітники, як вважали чекісти, проводили «контрреволюційну націоналістичну агітацію» серед військовополонених і цивільного населення та намагалися залучити до підпілля ОУН українську інтелігенцію
Після повернення комуністичного режиму на Полтавщину ті з українських патріотів, які врятувалися від нацистів, опинилися в застінках НКДБ. У жовтні 1943 року чекісти заарештували П. Марченка, С. Григу, А. Багмета та ін. Кілька учасників націоналістичного підпілля (К. Вайденко, Я. Четверило, А. Даниленко, І. Шпигун та Деркач) перебували в розшуку.
Після проведених органами НКДБ арештів українське національно-патріотичне підпілля не було остаточно викорінене. У доповідній записці комісара внутрішніх справ УРСР Рясного на ім'я М. С. Хрущова відзначалося, що "в період окупації Полтави була створена підпільна Організація українських націоналістів, яка ставила за мету залучення нових учасників у організацію, проведення серед населення і військовополонених націоналістичної пропаганди. Організація проіснувала до листопада 1943 року. На підставі свідчення арештованих можна зробити переконливі висновки, що на території Полтавської області існує глибоке націоналістичне підпілля.
Частина українських патріотів, яка, рятуючись від репресій радянських каральних органів, втекла на захід, вступила до Української повстанської армії. Так, в одному з підрозділів УПА воювали Сергій Нестеренко («Туча»), Петро Гребенюк («Сагайдачний») та Григорій Жалинський («Чабан») із Мачух, Андрій Винник («Сагайдачний») з Верхолів, Євген Піддубник («Наливайко») із Жуків, Володимир Захарченко («Всесвітній») із Гребінки та ін.
Саме з жителів Наддніпрянщини керівництво ОУН—УПА організовувало нові Похідні групи, які після короткотермінової підготовки направлялися для підпільної роботи у східні й центральні області України після повернення туди радянської влади. На відміну від першої хвилі Похідних груп вони були менш чисельними і складалися майже повністю з місцевих жителів, які з різних причин опинилися на західних теренах України.
Німецький окупаційний режим і радянська влада однаковою мірою були ворожими до національних домагань українського народу. Але попри терор нацистів і комуністів серед полтавців продовжувала жити ідея незалежності України, яку ціною власного життя поширювали учасники національно-патріотичного підпілля. Як бачимо з доповіді Чарнецького, зробленої 6 червня 1944 року на зборах партійно-господарського активу області, ОУН «в період окупації Полтавщини провела немалу роботу по згуртуванню антирадянських націоналістичних сил. Вели підготовчу роботу по створенню банд у Кременчуцькому та інших районах області з метою залишити їх у нашому тилу із завданням вести підривну роботу».
Ні нацистський, ні комуністичний режими не змогли знищити прагнення українців бути господарями на своїй землі й господарями власної долі.

## Після Німецько-радянської війни
На 4-й день після визволення станція Полтава-Південна змогла прийняти перші ешелони з військовим вантажем, через тиждень почав давати продукцію завод «М'ясомолмаш», на 25-й день — Полтавський молокозавод.
22 грудня 1943 року дав перший чавун ливарний цех Полтавського паровозоремонтного заводу. Тут достроково завершили відбудовні роботи першої черги. В 1943—1944 роках основні цехи заводу працювали на повну потужність.
У 1960-х рр. у місті діяло понад 50 великих, оснащених найновішою технікою, підприємств. Перше місце за питомою вагою у промисловій продукції Полтави належало підприємствам харчової промисловості — м'ясокомбінату, олієжиркомбінату, птахокомбінату, кондитерській фабриці, молокозаводу, борошномельним підприємствам. Легка промисловість була представлена фабриками: бавовнопрядильною, трикотажно-рукавичною, швейними, фабрикою художнього вишивання ім. Лесі Українки, фабрикою баянів, шкіряно-взуттєвим комбінатом та іншими. З підприємств хімічної промисловості в Полтаві був склозавод, який випускав мірні медичні і ампульні вироби для науково-дослідних інститутів, завод також постачав свою продукцію на експорт — в Індію, Єгипет, Шрі-Ланку, Бірму, країни народної демократії. В Полтаві діяли завод залізобетонних виробів, керамічний завод напівсухого пресування цегли, що випускав чверть усієї кількості цегли в області, комбінат будівельних матеріалів, який об'єднував всі цегельно-черепичні заводи міста.
До найбільших підприємств машинобудівної та металообробної промисловості належали тепловозоремонтний, машинобудівний, м'ясного устаткування, турбомеханічний, монтажно-заготівельний, ливарно-механічний, автоагрегатний та інші заводи. Автоагрегатний завод спеціалізувався на випуску агрегатів і вузлів автомобілів — рульового управління, гальмівної апаратури, підйомного механізму самоскида тощо. Турбомеханічний завод ремонтував найскладніші парові турбіни різних систем для електростанцій нашої країни, виготовляв маслоочисні машини, повітряні вимикачі релейного захисту електропередач, компресори для тепловозів та електровозів. Проводилася реконструкція Полтавського заводу «Електромотор», були введені в дію заводи газорозрядних ламп, штучних алмазів та інструментів.
З 1964 року почалось будівництво заводу хімічного машинобудування. Дедалі ширше застосовувалися на підприємствах міста вироби та деталі із пластмаси, зокрема 15 видів пластмасових деталей вагою від 0,1 до 340 грамів. Обсяг переробки пластмас за 1963 рік досяг 68 тонн.
За повоєнні роки в місті велося активне житлове будівництво, яке мало вирішити житлові проблеми десятків тисяч робітників, колишніх селян, яких комуністична влада видавила із села і використовувала їхню працю для розвитку імперської економіки. Молодь бажала отримати паспорти, яких комуністи не давали їхнім батькам-селянам і фактично створили кріпацтво у добу космічних кораблів. Також потребували житлових площ мешканці інших республік СРСР, переважно росіяни, які не лише приїжджали працювати на підприємства, але і стали авангардом русифікації, слугували для створення «нової історичної пільноти — совітської людини».
Загальна площа міста становила в 1943 році — 4337 га, в 1964 році — 7 686 га; житлова площа відповідно — 359 200 кв. метрів, 1 036 360 тис. кв. метрів. 1965 року введено в експлуатацію ще понад 53 тисячі кв. метрів.
За переписом 1959 року, в Полтаві налічувалося 143 097 чол. На 1 січня 1965 року кількість населення досягла 170 100 чол., на 1 січня 1966 року — 177 515 чоловік.
У відбудованому приміщенні колишнього театру відкрився широкоекранний кінотеатр «Колос», стали до ладу Палац піонерів (нині Палац дитячої та юнацької творчості), Палац культури бавовно-прядильної фабрики, Центральний універмаг, Головпоштамт, 4-а міська лікарня, дитячі садки та ясла. З 1963 року працювала обладнана найновішою технікою стоматологічна лікарня. Закінчилась відбудова унікального будинку краєзнавчого музею, 23 вересня 1964 року музей відчинив свої двері для відвідувачів.
З 1960 року було введено в дію газопровід Полтава — Радченкове, завдяки чому газифіковано понад 19 тис. квартир і майже всі підприємства міста, що економило країні щодня один ешелон кам'яного вугілля. Створено значний енергетичний вузол, але потужність його вже не задовольняла зростаючих потреб промисловості і населення міста в електроенергії, тому Полтаву було підключено також до Зміївської ДРЕС. 1962 року здано в експлуатацію першу чергу міського тролейбуса, згодом тролейбуси курсували по чотирьох маршрутах. 55 маршрутів обслуговував автобусний парк міста. Щодня автостанції відправляли понад 150 автобусів.
У трьох інститутах: педагогічному ім. В. Г. Короленка, сільськогосподарському та інженерно-будівельному в 1966 році навчалося 10 446 студентів, з них 6425 заочників. 1967 року в місті відкрито медичний стоматологічний інститут. Тут був науково-дослідний інститут свинарства, в якому працював відомий учений, академік АН УРСР Герой Соціалістичної Праці О. В. Квасницький, єдина в СРСР гравіметрична обсерваторія Академії наук УРСР, заснована в 1926 році, якою керував доктор математичних наук, член-кореспондент АН УРСР 3. М. Аксентьєва. Висококваліфіковані фахівці працювали на Полтавській державній сільськогосподарській станції — одній із найстаріших в Україні.
Великий успіх мав у глядачів музично-драматичний театр ім. М. В. Гоголя. В театрі працювали талановиті актори Дмитро Степовий, К. С. Сидорчук, І. П. Моровщик, В. І. Конопацький, Т. І. Кислякова. Хорові і драматичні колективи, ансамблі, духові та струнні оркестри, музичні, циркові й балетні студії, художні кіностудії, різні спортивні гуртки працювали у Палаці культури турбомеханічного заводу, бавовнопрядильної фабрики, міському Будинку культури, клубі залізничників. При Палаці культури бавовнопрядильної фабрики створено жіночий ансамбль «Горлиця». Великою популярністю не тільки в Полтаві, а й далеко за її межами користувалася народна капела бандуристо. Багато талановитих артистів, музикознавців, викладачів музики підготувало Полтавське музичне училище.
Широку культосвітню роботу проводили полтавські музеї — краєзнавчий, історії Полтавської битви, художній, літературно-меморіальні — В. Г. Короленка, П. Мирного, І. П. Котляревського.
На початку 1990-х рр. у місті діяло 5 вищих навчальних закладів.

## За часів Незалежності
- У 2003 році відбудовано Успенський собор
- З середини 2000-х років починаються спроби встановити пам'ятник Івану Мазепі. Він був виготовлений за кошти громадськості, але через протидію міської влади був відкритий лише у 2016 році.
- Полтавці активно долучалися до Революції гідності. Протягом кількох тижнів приміщення Обласної Ради перебувало під контролем протестувальників.
- У 2016 році, в рамках декомунізації в місті було перейменовано 115 топонімів.[27]

Уродженцями Полтави є П. Величковський, І. Котляревський, М. Ярошенко, М. І. Гнідич, педагог і письменник В. С. Гнилосиров, фундатор зібрання Полтавського краєзнавчого музею П. Бобровський, економіст Л. Хінчук, А. Луначарський, С. Петлюра, 2-й президент Ізраїлю Бен-Цві Іцхак, В. Холодна, Ю. Кондратюк, патріарх Мстислав (Скрипник), М. Гришко, І. Францевич, С. Брауде, артист Ю. Тимошенко (сценічний псевдонім — Тарапунька), С. Висоцький. У Полтаві жили і працювали М. Щепкін, М. Остроградський, поет і педагог М. А. Вербицький, письменник В. В. Капніст, хірург М. Скліфосовський, О. Русов, П. Мирний, І. С. Нечуй-Левицький, І. О. Бунін, І. Павловський, В. Короленко, С. Васильківський, В. Кричевський, А. Макаренко. У місті навчались український революційний діяч Я. М. Бекман, український філолог і письменник О. М. Бодянський, український байкар Л. І. Глібов, український письменник В. П. Гоголь, М. П. Драгоманов, ліванський письменник М. Нуайме, М. П. Старицький, український письменник і педагог С. П. Стеблін-Камінський. Тут бували Т. Г. Шевченко, декабристи П. І. Пестель, М. П. Бестужев-Рюмін, С. Г. Волконський, М. І. Лорер, М. С. Лунін, М. М. Муравйов.
Пам'ятки архітектури: собор і дзвіниця Хрестовоздвиженського монастиря, Успенський собор та його дзвіниця, Спаська церква, ансамбль Круглої площі, Свято-Сампсоніївська церква, кілька громадських будівель початку XX століття, у тому числі будинок земства (нині Полтавський краєзнавчий музей).
Численні пам'ятники, пов'язані з Полтавською битвою, зокрема колона Слави. Пам'ятники І. Котляревському, Т. Шевченку, М. Гоголю, М. Чурай (українській пісні) тощо.
Музеї: краєзнавчий, історії Полтавської битви (у складі заповідника «Поле Полтавської битви»), художній, авіації та космонавтики, важкої бомбардувальної авіації, меморіальні музеї І. Котляревского, В. Короленка, П. Мирного.
1 лютого 2025 року в Полтаві стався землетрус магнітудою 3,67 за шкалою Ріхтера .